# Game & Watch

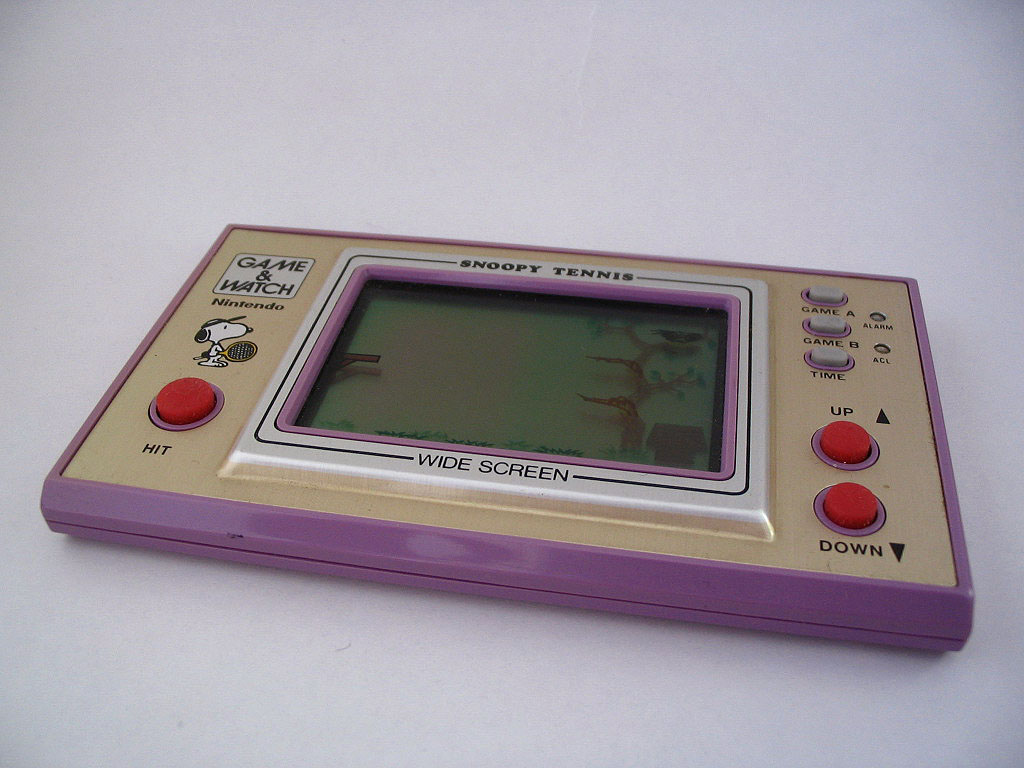
Game & Watch amb el joc Snoopy Tennis

La sèrie Game & Watch (japonès: ゲーム&ウオッチ Gēmu & Uotchi; conegudes a Alemanya com tricOtronic i popularment en castellà a Espanya com a «maquinitas») era una línia d'aproximadament 59 videojocs electrònics portàtils fets per Nintendo i creats per Gunpei Yokoi del 1980 al 1991. Consistien d'un sol joc que es podia jugar en pantalla LCD, a més de ser un rellotge i alarma. Alguns dels títols del format Game & Watch van ser Donkey Kong, The Legend of Zelda, Mario Bros., Mickey Mouse, i Balloon Fight. La sèrie va vendre un total combinat de 43,4 milions d'unitats a tot el món, i va ser el primer producte de Nintendo sobre videojocs a obtenir un gran èxit. Aquestes consoles portàtils actualment són difícils d'aconseguir, i es consideren peces històriques i de col·leccionista.
El format Game & Watch de Nintendo va fer història i aviat, totes les marques majors ho van intentar recrear. La companyia Tiger Electronics va produir una línia de videojocs amb el tema de Star Wars. En la posterior plataforma Game Boy, han aparegut una sèrie de recopilacions d'aquests jocs Game & Watch, amb versions modernitzades a part de la versió original.

## Història i disseny

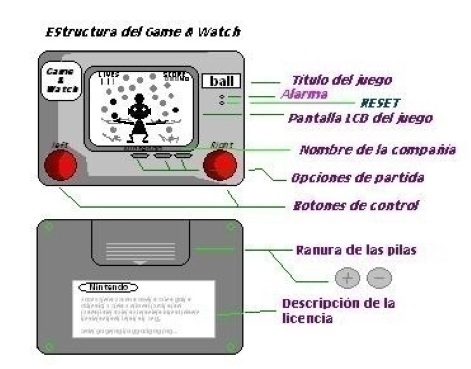
Disseny i estructura bàsica d'un Game & Watch.

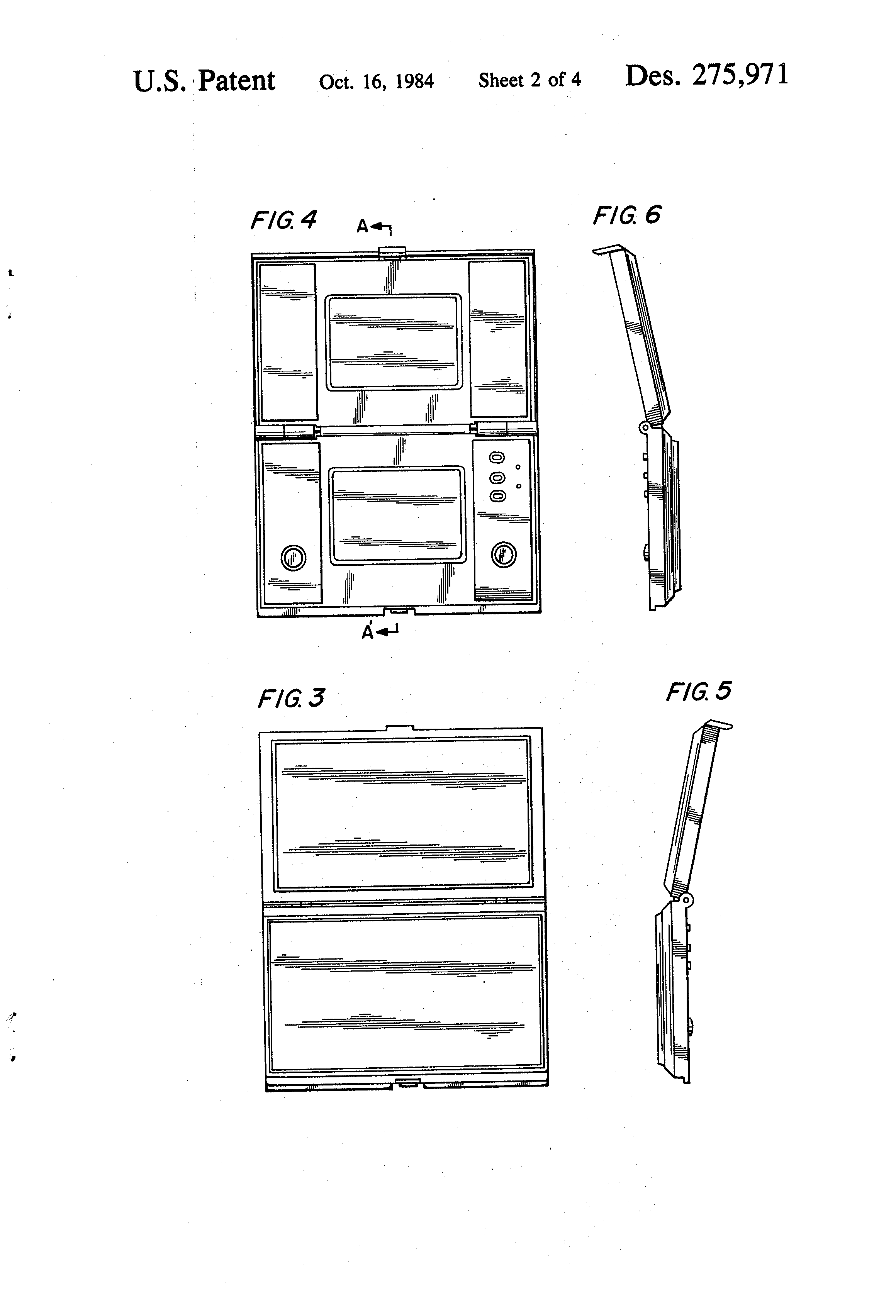
Patent creada per Gunpei Yokoi per a Nintendo, presentada en 1982.

El dissenyador de jocs Gunpei Yokoi havia estat cap de la divisió d'Investigació i Desenvolupament de Nintendo en la dècada de 1970, dissenyant joguines físiques fins a la crisi del petroli de 1973, després de la qual el mercat va decaure per a aquests productes. Al mateix temps, les primeres consoles de videojocs per a la llar i les sales de jocs s'havien desenvolupat als Estats Units, i Nintendo ràpidament s'havia adherit a aquesta moda al Japó.
El 1979, mentre viatjava en un Shinkansen (tren bala), Yokoi va veure a un home de negocis avorrit jugant amb una calculadora LCD pressionant els botons. Després d'això, Yokoi va pensar en una idea per a un rellotge digital que funcionava com una màquina de jocs en miniatura per matar el temps. Més tard, va poder presentar-li la idea al president de Nintendo, Hiroshi Yamauchi, quan Yamauchi li va demanar que ho portés a una reunió de negocis. Encara que Yamauchi no havia dit res durant el viatge, la reunió en la qual estava incloïa al director executiu de Sharp Corporation, i els dos van discutir la idea de Yokoi. En una setmana, Yokoi va ser convidat a una reunió entre Nintendo i Sharp, donant-li el vistiplau per desenvolupar el seu concepte.
El Game & Watch utilitza la tecnologia d'una calculadora portàtil que, en lloc de mostrar xifres, executa accions sobre imatges ja dibuixades en la seva pantalla. Les unitats es basen en una CPU de 4 bits, de la família Sharp SM5xx, que inclou una petita àrea de ROM i RAM i un circuit de controlador de pantalla LCD. Els seus controls fan que el personatge o l'eina que es veu en la pantalla LCD, canviï i facin la il·lusió que es mogui. La imatge és connectada al costat de l'altra, donant origen a un control, com si fos un botó nou, que enumera la puntuació del nombre o de les vides que es van perdent.
Es van fabricar diferents models, alguns amb dues pantalles (sèrie multi screen). En la Game Boy Advance SP, Nintendo DS i la Nintendo 3DS va reutilitzar aquest disseny.
El modern disseny de la "creuera" (D-pad) va ser desenvolupat en 1982 per Yokoi per al joc portàtil Donkey Kong. El disseny va demostrar ser popular per als següents títols de Game & Watch. Aquest disseny en particular va ser patentat i després va obtenir un Premi Emmy de Tecnologia i Enginyeria. La sèrie es va suspendre finalment el 1991 amb la consola Mario the Juggler.

### Funcionament
Perquè funcioni, cal d'unes bateries, generalment piles de botó (encara que de tipus C en la versió Table Top).

#### Hora i alarma
Després d'encendre's s'ha d'ajustar l'hora. Una vegada instal·lada l'hora i després d'acabar una partida, pressionant el botó Time, es mostra l'hora. Per reconfigurar-la, s'ha de polsar el botó Reset (prement-lo amb la punta d'un llapis). L'hora funciona al costat d'una alarma, la qual és configurable amb el botó d'alarma (prement-la amb la punta d'un llapis) i pressionant els botons Left (esquerra) i Right (dreta) per canviar-les. L'alarma sona a l'hora donada. El timbre de l'alarma de vegades és insuficient per a algunes oïdes. Durant el joc, l'alarma en comptes de sonar, sol mostrar una petita animació (com una campana).

#### Jocs
La majoria dels títols tenen un botó Game A (normalment per a la dificultat normal) i Game B (normalment per a la dificultat alta) encara que existeixen excepcions:
- En Squish, el Game B és radicalment diferent del Game A: el jugador ha de tocar alienígenes per eliminar-los en lloc d'evitar les parets mòbils.
- En Flagman, el Game B és una manera on el jugador ha de pressionar el botó dret dins d'una certa quantitat de temps, sense memoritzar patrons.
- En Judge, Boxing, Donkey Kong 3 i Donkey Kong Hoquei, el botó Game B és una versió per a dos jugadors del Game A.
- En Climber, Balloon Fight, Super Mario Bros, Gold Cliff i Zelda no hi ha botó de Game B.

## Models de Game & Watch

### Sèrie Silver

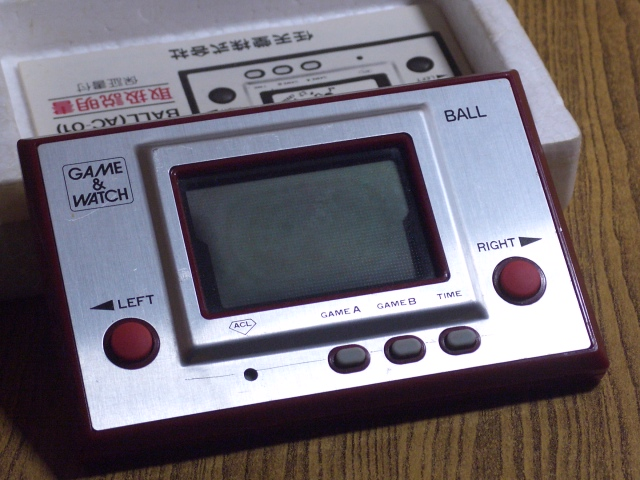
Primer Game & Watch Ball, sèrie Silver (1980).

Els jocs van rebre el nom de Silver és a causa que la seva placa frontal és platejata. Aquests són els primers jocs de Game & Watch i són difícils trobar, especialment en caixa. Els preus d'aquests jocs són alts o molt alts.
- Ball (AC-01, 28 d'abril de 1980)
- Flagman (FL-02, 5 de juny de 1980)
- Vermin (MT-03, 10 de juliol de 1980)
- Fire (RC-04, 31 de juliol de 1980)
- Judge (en versions verda i porpra) (IP-05, 4 d'octubre de 1980)

### Sèrie Gold

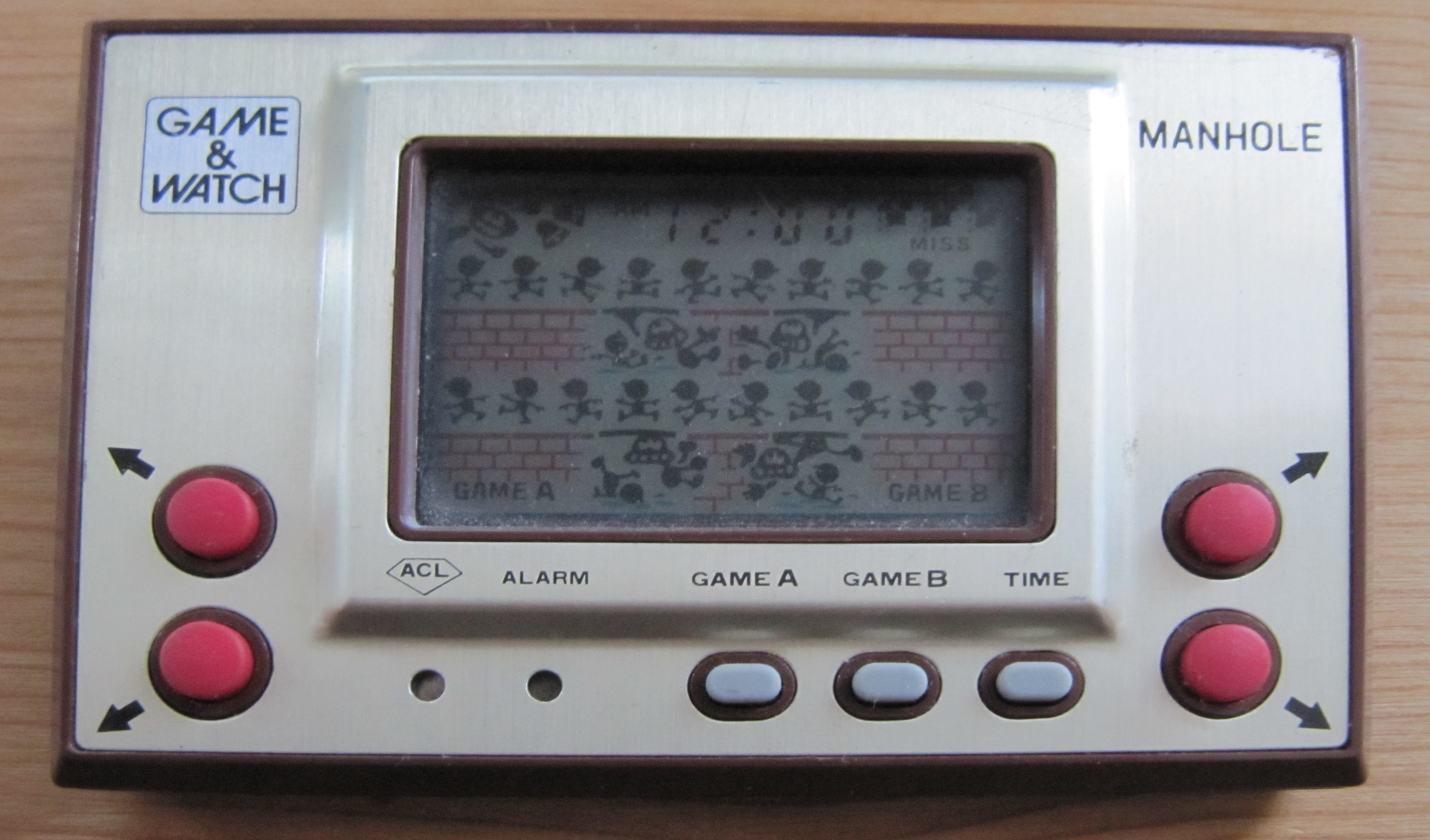
Primera de la sèrie Gold screen, Game & Watch Manhole (1981).

Aquests jocs tenen una placa frontal de color daurat, és per això que aquesta sèrie va rebre el nom de Or. Començant amb aquesta sèrie, el nom de la Sèrie va ser imprès en el paquet. A diferència de la sèrie anterior, la maquinita que posseeix una alarma programable i un fons acolorit. Aquests jocs, com els de la sèrie Silver, són difícils de trobar.
- Manhole (MH-06, 29 de gener de 1981)
- Helmet (CN-07, 21 de febrer de 1981)
- Lion (LN-08, 29 d'abril de 1981)

### Sèrie Wide Screen

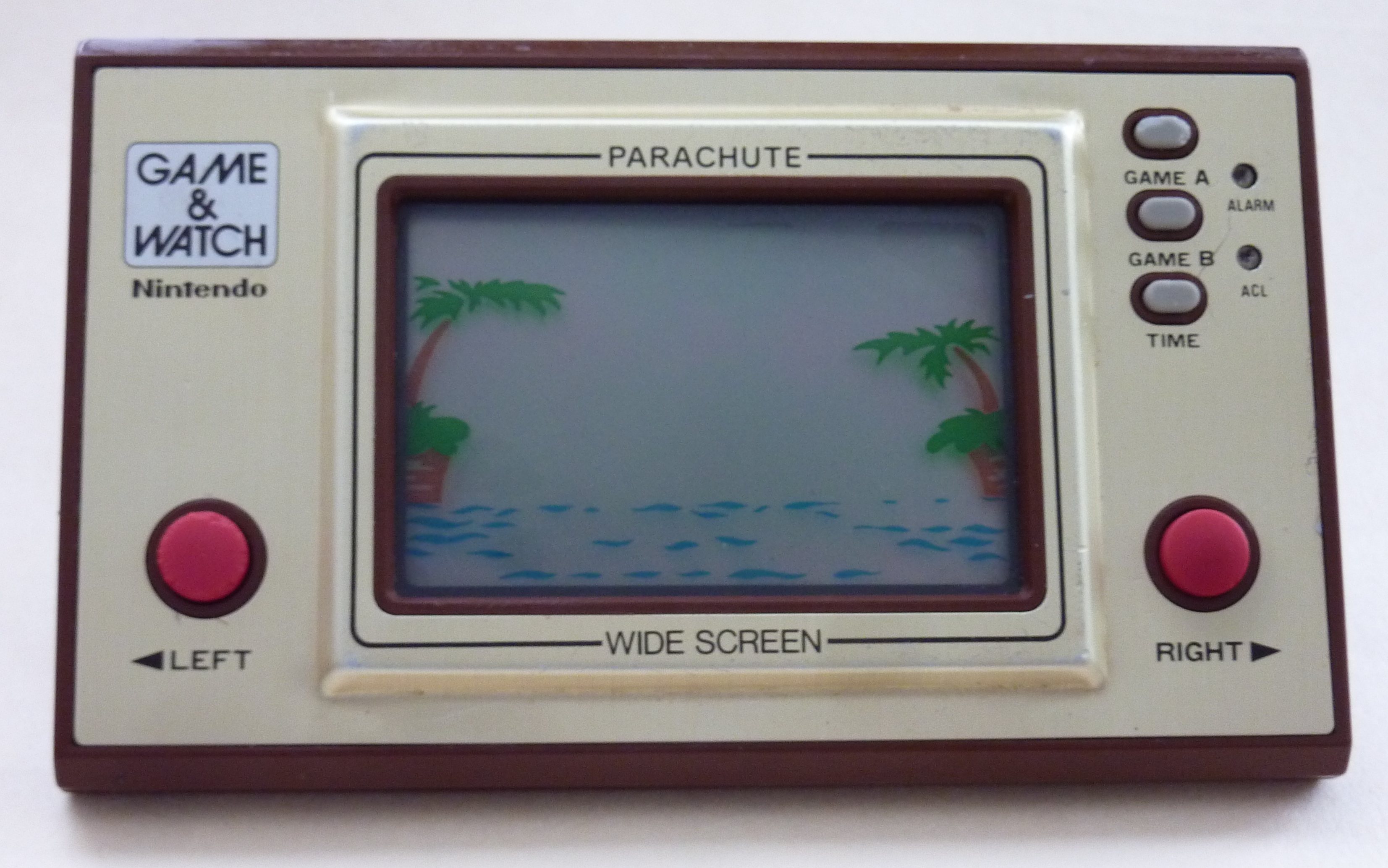
Game & Watch Parachute (1981), primer joc de la sèrie Wide Screen.

La pantalla d'aquests jocs és més gran que les de la sèrie anterior, és per això que es diuen Wide Screen (Pantalla ampla). Excepte pel joc Egg, els altre són més comuns.
- Parachute (PR-21, 19 de juny de 1981)
- Octopus (OC-22, 16 de juliol de 1981)
- Popeye (PP-23, 5 d'agost de 1981)
- Chef (FP-24, 8 de setembre de 1981)
- Mickey Mouse (MC-25, 9 d'octubre de 1981)
- Egg (EG-26, 9 d'octubre de 1981)
- Fire (FR-27, 4 de desembre de 1981)
- Turtle Bridge (TL-28, 1 de febrer de 1982)
- Fire Attack (ID-29, 26 de març de 1982)
- Snoopy Tennis (SP-30, 28 d'abril de 1982)

### Sèrie Multi Screen

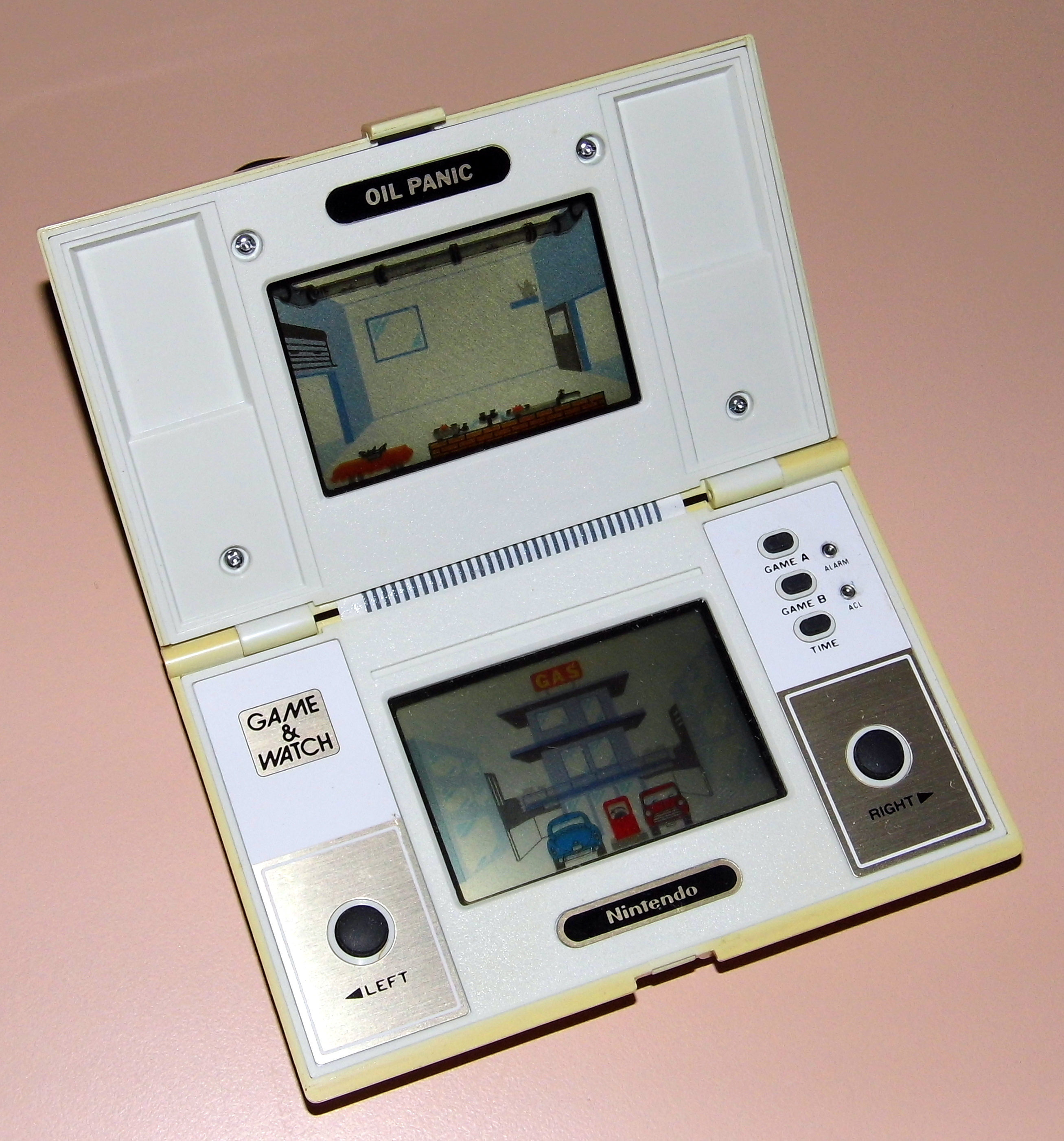
Game & Watch Oil Panic (1982). Primera de la sèrie Multi Screen.

Aquesta sèrie és una de les més famoses. L'especial d'aquests jocs és que tenen dues pantalles. A excepció de tres jocs (Squish, Bombsweeper i Safebuster), el joc va d'una pantalla a una altra. Les pantalles es poden obrir verticalment d'a baix cap amunt.
- Oil Panic (OP-51, 1982)
- Donkey Kong (DK-52, 1982)
- Mickey & Donald (1982)
- Greenhouse (GH-54, 1982)
- Donkey Kong II (JR-55, 1983)
- Pinball (PB-59, 5 de desembre de 1983)
- Black Jack (BJ-60, 1985)
- Squish (MH-61, abril de 1986)
- Bombsweeper (BD-62, juny de 1987)
- Safebuster (JB-63)
- Gold Cliff (MV-64, octubre de 1988)
- Zelda (ZL-65, octubre de 1989)

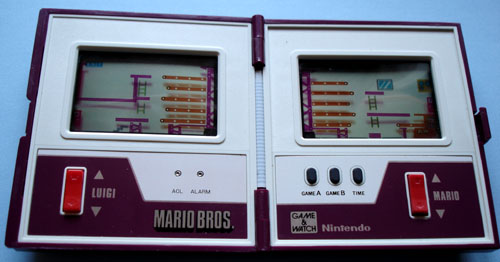
Game & Watch Mario Bross. Primera Multi Screen, versió horitzontal (1984).

Tres jocs de la sèrie s'obren horitzontalment, a l'estil d'un llibre japonès (de dreta a esquerra). En aquests tres jocs, l'acció d'aquests es mostren en ambdues pantalles al mateix temps.
- Mario Bros. (MW-56, 1983)[nota 1]
- Rain Shower (LP-57, agost de 1983)
- Life Boat (TC-58, 1983)

### Sèrie New Wide Screen

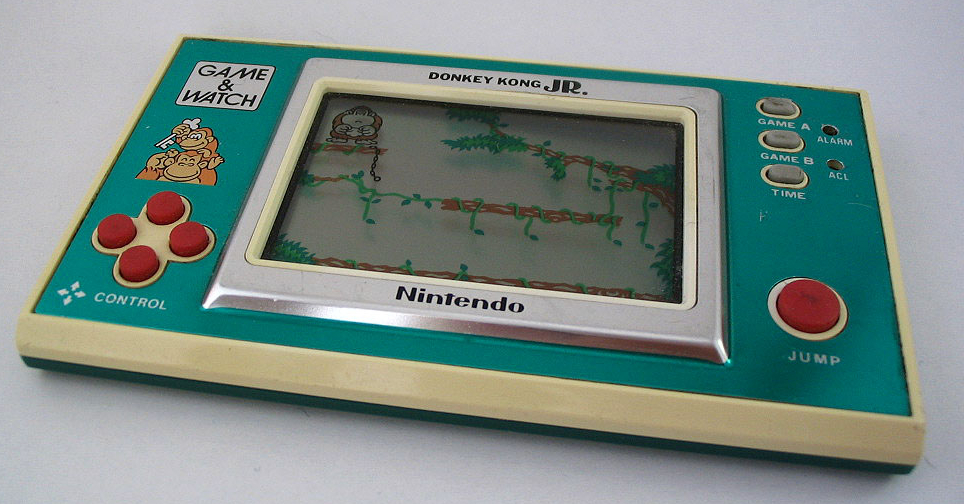
Primer joc de la sèrie New Wide Screen, Game & Watch Donkey Kong Jr. (1982).

Versió millorada de la sèrie Wide Screen. Alguns d'aquests jocs són encara més difícils de trobar que d'altres. En general els últims tres títols: Mario The Juggler, Climber i Balloon Fight.
- Donkey Kong Jr. (DJ-101, 26 d'octubre de 1982)
- Mario's Cement Factory (ML-102, 16 de juny de 1983)
- Manhole (NH-103, 24 d'agost de 1983)
- Tropical Fish (TF-104, juliol de 1985)
- Super Mario Bros. (YM-105, març de 1988)
- Climber (DR-106, març de 1988)
- Balloon Fight (BF-107, març de 1988)
- Mario the Juggler (MJ-108, octubre de 1991)

### Sèrie Tabletop

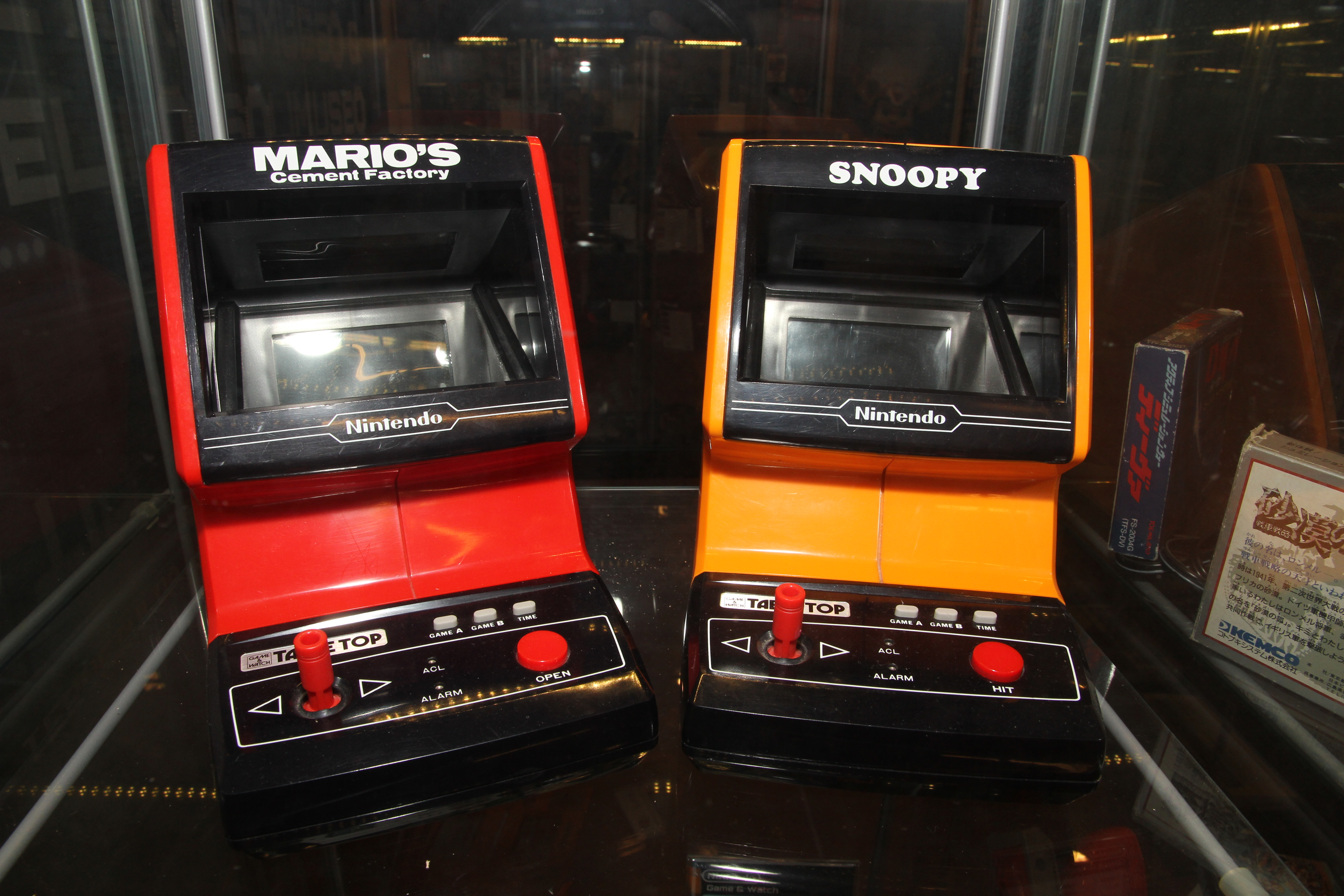
Jocs Game & Watch Mario's cement factory i Snoopy de la sèrie Tabletop.

El nom Table Top és a causa que es col·loca en una superfície per jugar, en comptes de sostenir-se a les mans. El disseny d'aquests jocs (que són els jocs més grans de Game & Watch) recorda a les màquines recreatives. La novetat en aquesta sèrie és la pantalla, que té color i passa llum per darrere per poder jugar.
- Donkey Kong Jr. (CJ-71, 28 d'abril de 1983)
- Mario's Cement Factory (CM-72, 28 d'abril de 1983)
- Snoopy (SM-73, 5 de juny de 1983)
- Popeye (PG-74, agost de 1983)

### Sèrie Panorama

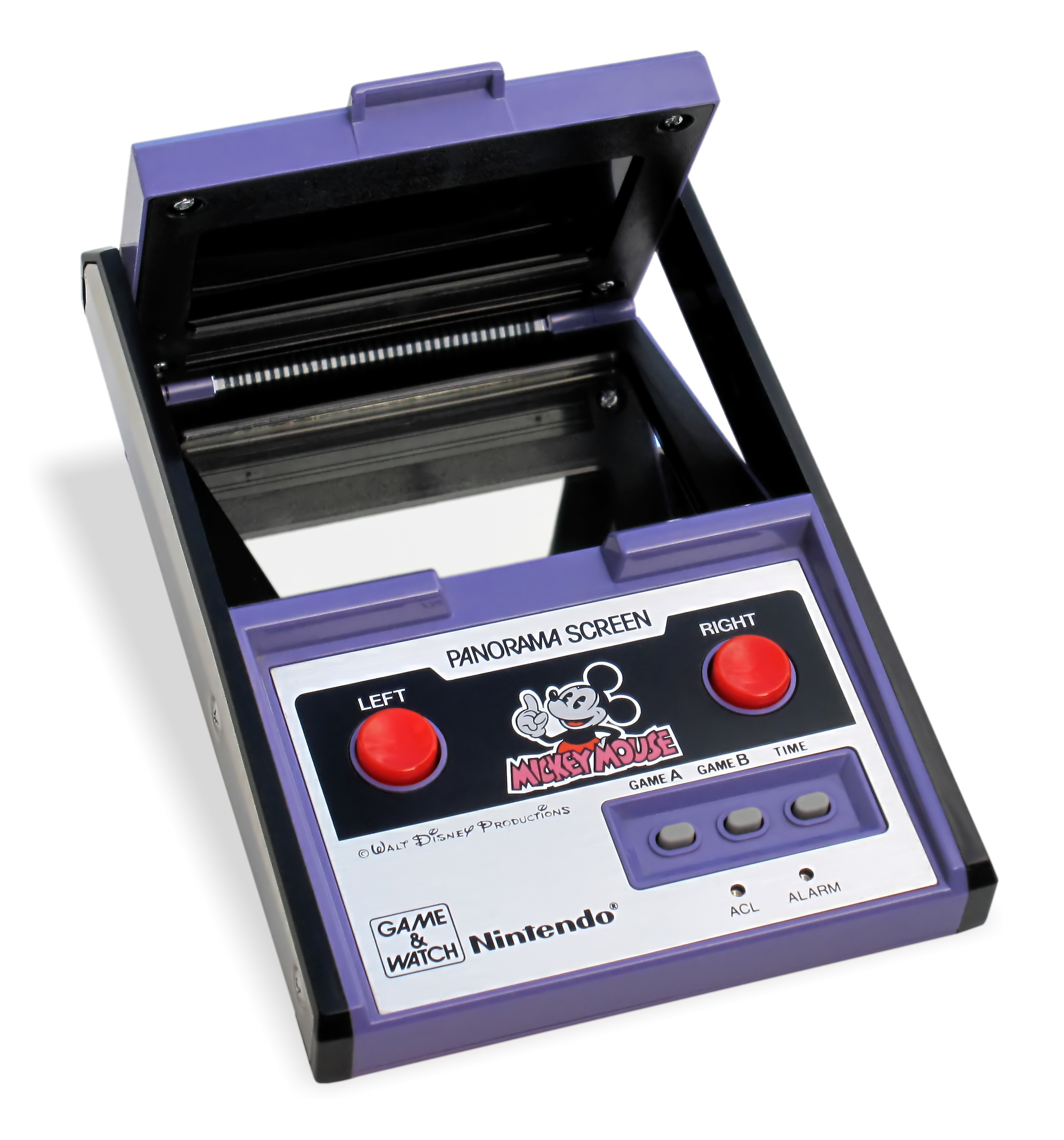
Joc Game & Watch Mickey Mouse, sèrie Panorama.

Igual que els jocs de la sèrie Table Top, aquests jocs tenen una pantalla a color amb llum també. L'especial en aquests jocs és que s'obren per jugar i tenen un mirall a l'interior on es reflecteix el joc.
- Snoopy (SM-91, 30 d'agost de 1983)
- Popeye (PG-92, 30 d'agost de 1983)
- Donkey Kong Jr. (CJ-93, 7 d'octubre de 1983)
- Mario's Bombs Away (PB-94, 10 de novembre de 1983)
- Mickey Mouse (DC-95, febrer de 1984)
- Donkey Kong Circus (MK-96, setembre de 1984)

### Sèrie SuperColor

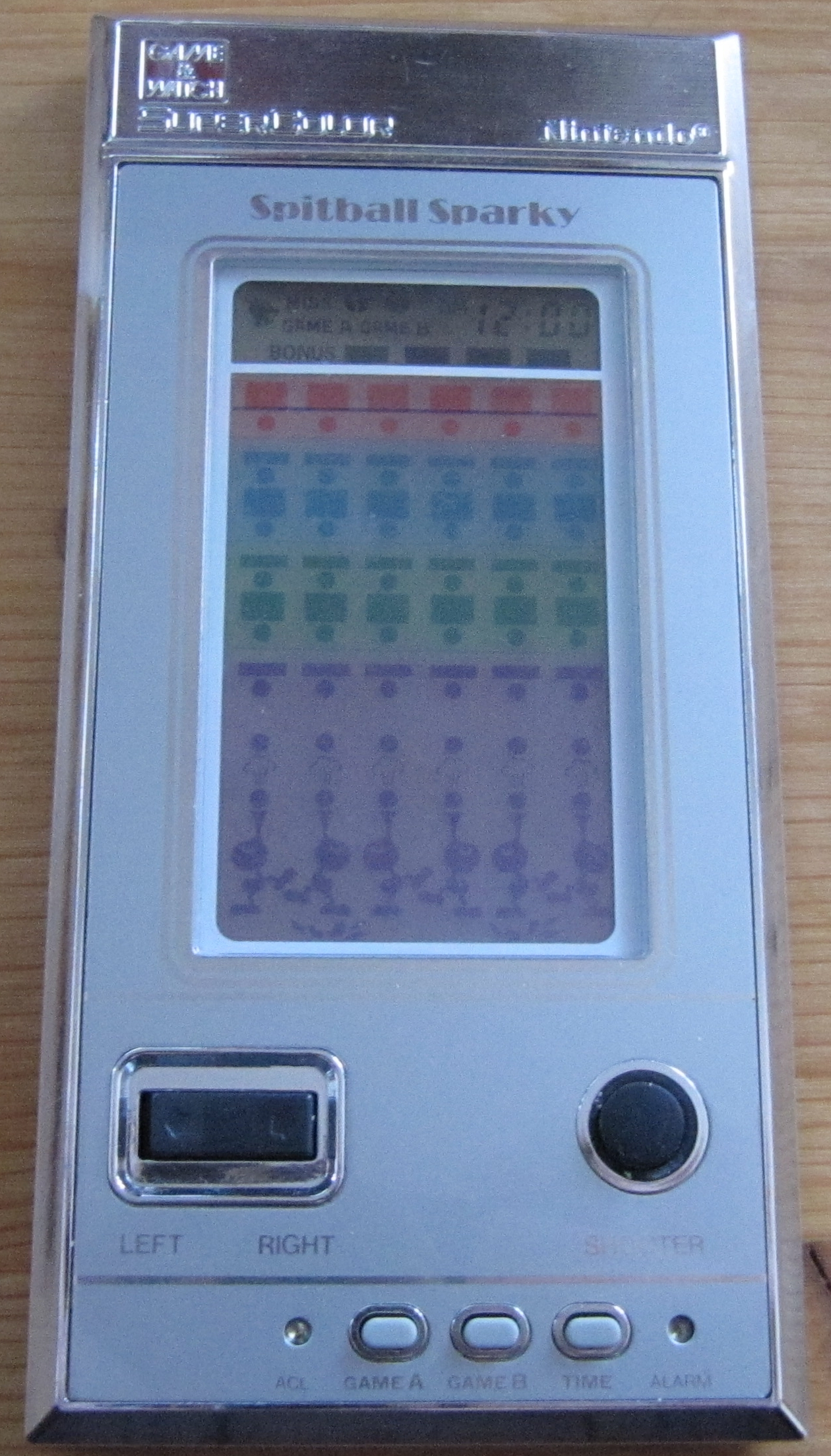
Game & Watch SpitballSparky (1983), primer de la sèrie SuperColor.

Aquests jocs tenen una pantalla amb colors i una carcassa platejata. El joc Spitball Sparky existeix també amb una carcassa blanca. Es desconeix el perquè, quants d'ells existeixen i si les hi ha en algun joc de Crabgrab. Els dos jocs de la sèrie tenen una forma vertical allargada. La jugabilitat va principalment d'a baix cap amunt.
- Spitball Sparky (BU-201, 7 de febrer de 1984)
- Crab Grab (UD-202, 21 de febrer de 1984)

### Sèrie Micro VS.

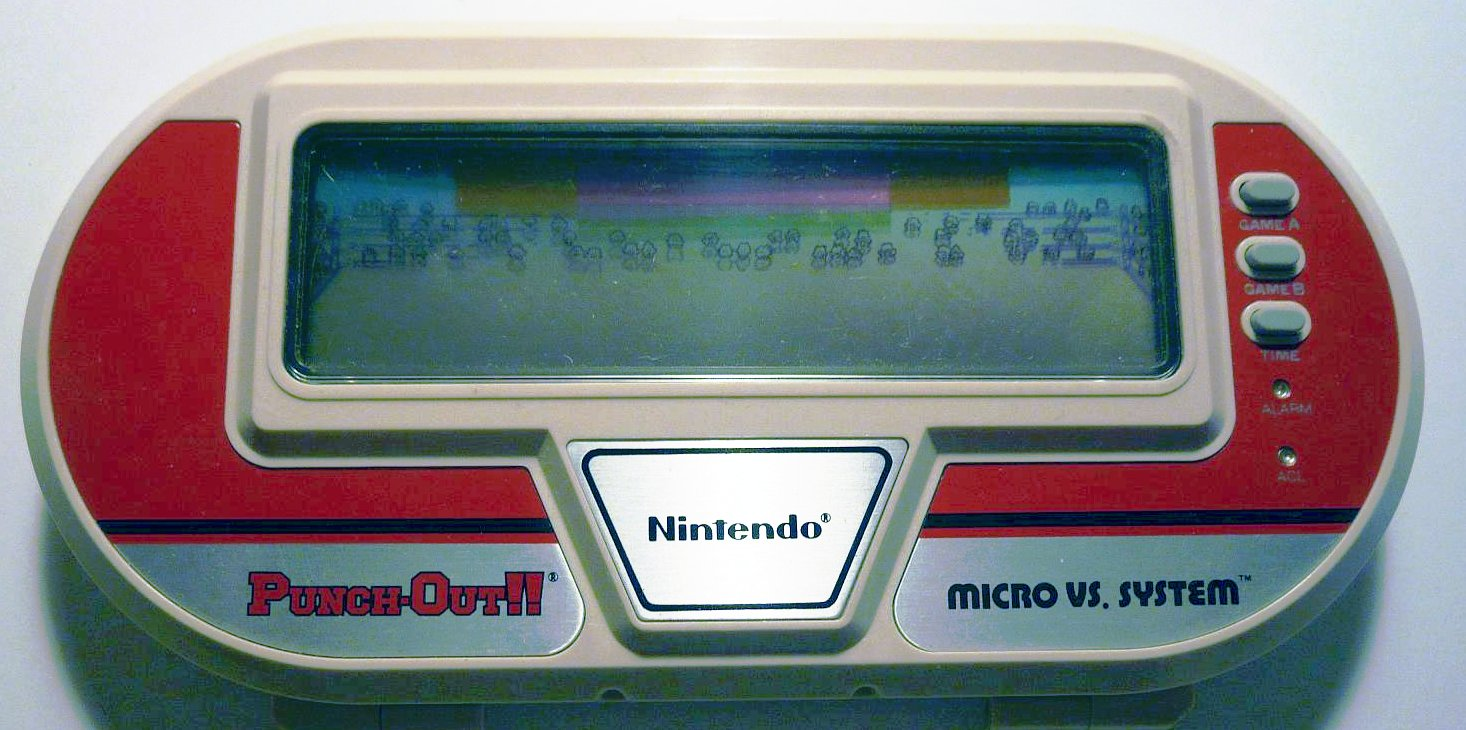
Punch Out Game & Watch (1984)', primera de la sèrie Micro VS.

La pantalla era allargada horitzontalment i el nou d'aquests jocs tenen dos "joy pads" que es guardaven en el seu interior. Amb aquests, un jugador pot jugar contra l'ordinador o dos jugadors poden jugar un contra l'altre.
- Boxing/Punch Out!!! (BX-301, 31 de juliol de 1984)
- Donkey Kong 3 (AK-302, 20 d'agost de 1984)
- Donkey Kong Hockey (HK-303, 13 de novembre de 1984)

### Sèrie Crystal Screen

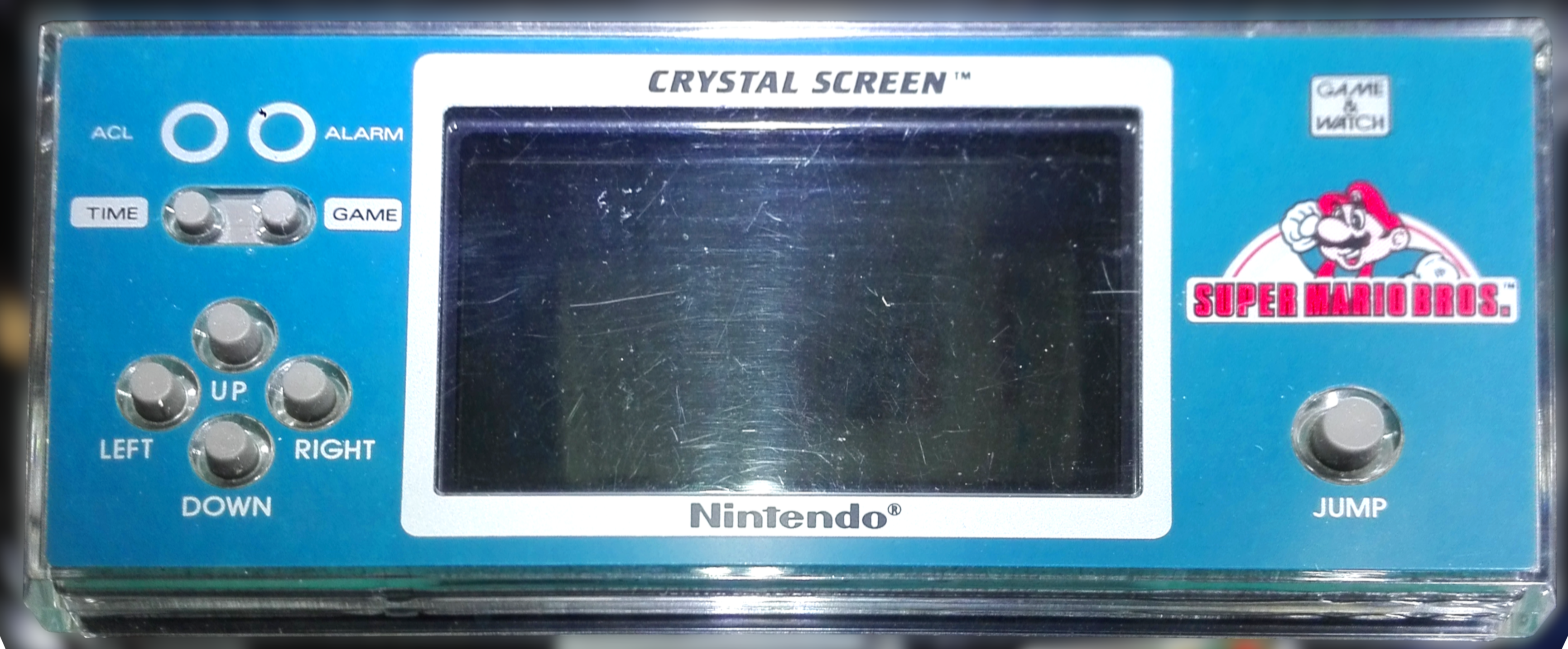
Versió CristalScreen de Game & Watch Super Mario Bros. (1986)

La pantalla d'aquesta sèrie és transparent i molt fina, sent possible mirar a través de la pantalla i canviar el fons. Aquests jocs són molt difícils de trobar i els preus són molt alts.
- Super Mario Bros. (YM-801, juny de 1986)
- Climber (DR-802, juliol de 1986)
- Balloon Fight (BF-803, novembre de 1986)

### Edicions especials
- Super Mario Bros. (YM-901, agost de 1987)

Aquest Super Mario Bros. és el més rar de les 3 versions. Aquesta versió groga de Super Mario Bros Game & Watch va ser un dels premis els jugadors que van guanyar el Torneig F-1 Grand Prix al Japó. Solament es van fer 10.000. Aquests premis es venen per al voltant de $ 350-700 al Japó depenent de les condicions i quan estan complets.
- Ball (RGW-001, 2009 al Japó i 2011 a Amèrica, 30th Anniversary) (Club Nintendo)

Al novembre de 2009, Nintendo Japó va anunciar que els membres del ja tancat Club Nintendo, que podrien rebre una rèplica del G&W Ball com a premi. La unitat es veia gairebé idèntica a l'original, encara que presenta el logo del Club Nintendo i compta amb un interruptor per canviar el volum. A Espanya, el Game & Watch estava disponible al Catàleg d'Estels a canvi de 7.500 Estels.

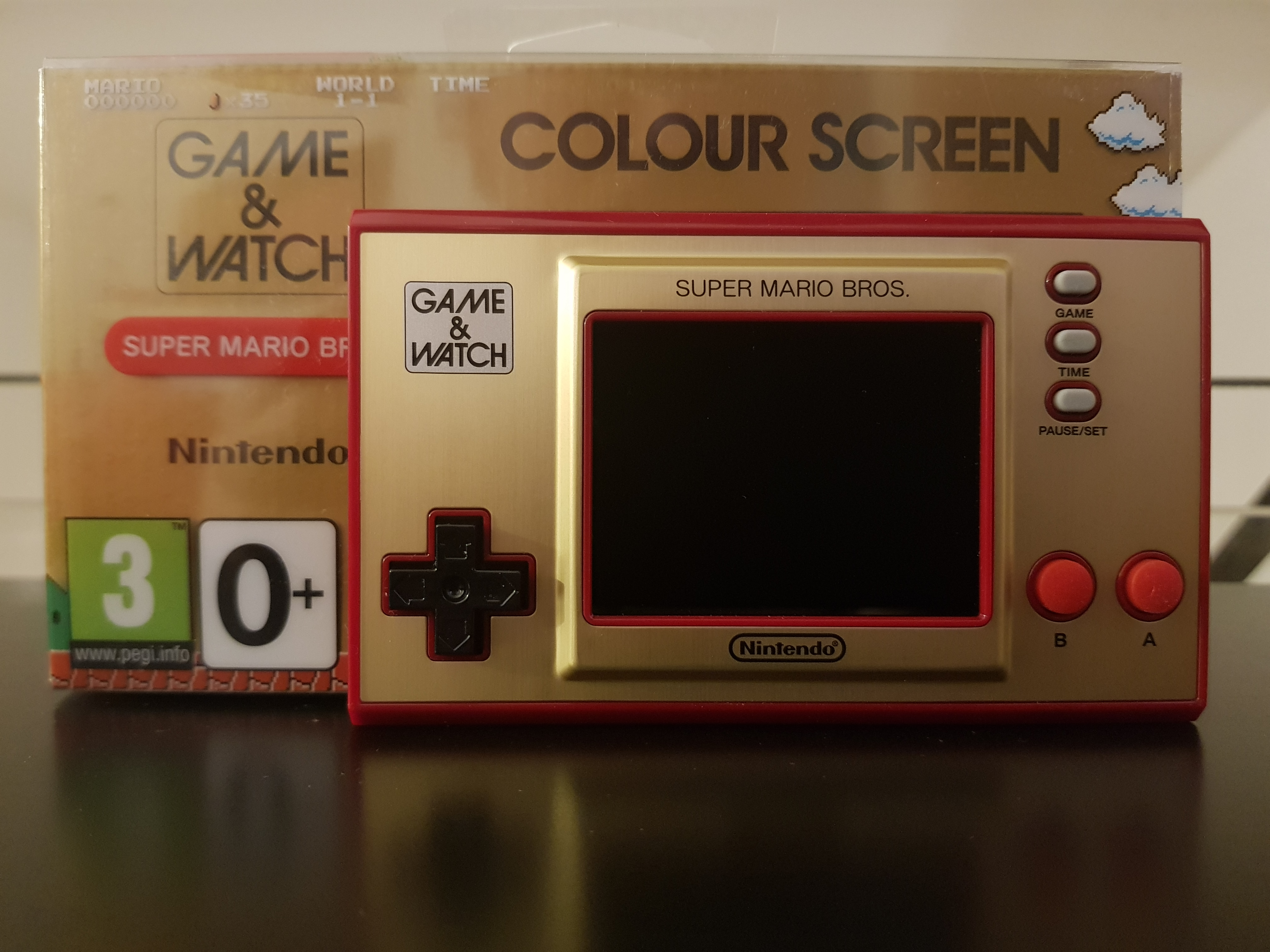
Game & Watch: Super Mario Bros.

- Game & Watch: Super Mario Bros.Game & Watch Super Mario Bros. (O0026, 13 de novembre de 2020, 35è aniversari del Super Mario Bros. i 40è aniversari de la Game and Watch)

Al setembre de 2020 Nintendo Direct va anunciar en la Game & Watch: Super Mario Bros. en homenatge al 35 aniversari del Super Mario Bros. i 40a aniversari de la Game and Watch, que es va llançar a nivell mundial el 13 de novembre del mateix any. Es tracta d'una consola portàtil amb el model d'una Game & Watch amb el qual es pot jugar els videojocs Super Mario Bros. i Super Mario Bros.: The Lost Levels, a més comptar amb rellotge i d'una versió de Ball de Game & Watch protagonitzada de Mario. El 15 de juny de 2021, Nintendo va revelar un nou sistema Game & Watch similar, Game & Watch: The Legend of Zelda, que es llançaria en celebració del 35è aniversari de la franquícia. El sistema conté quatre jocs; The Legend of Zelda, Zelda II: The Adventure of Link, The Legend of Zelda: Link's Awakening i una variant de Vermin amb Link reemplaçant el cap del personatge original. Va ser llançat el 12 de novembre de 2021.

## Llegat i seqüeles

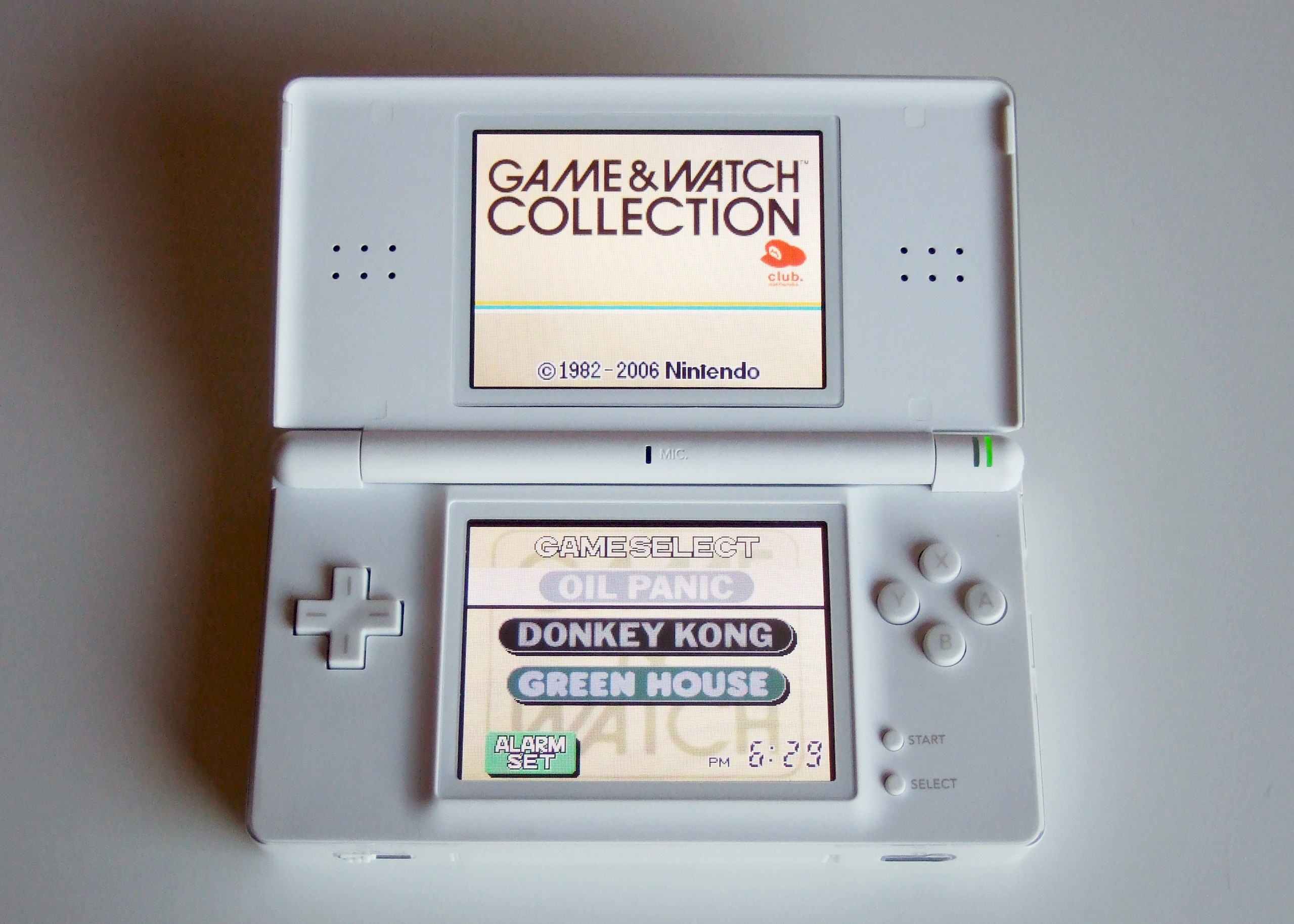
Game & Watch Collection.

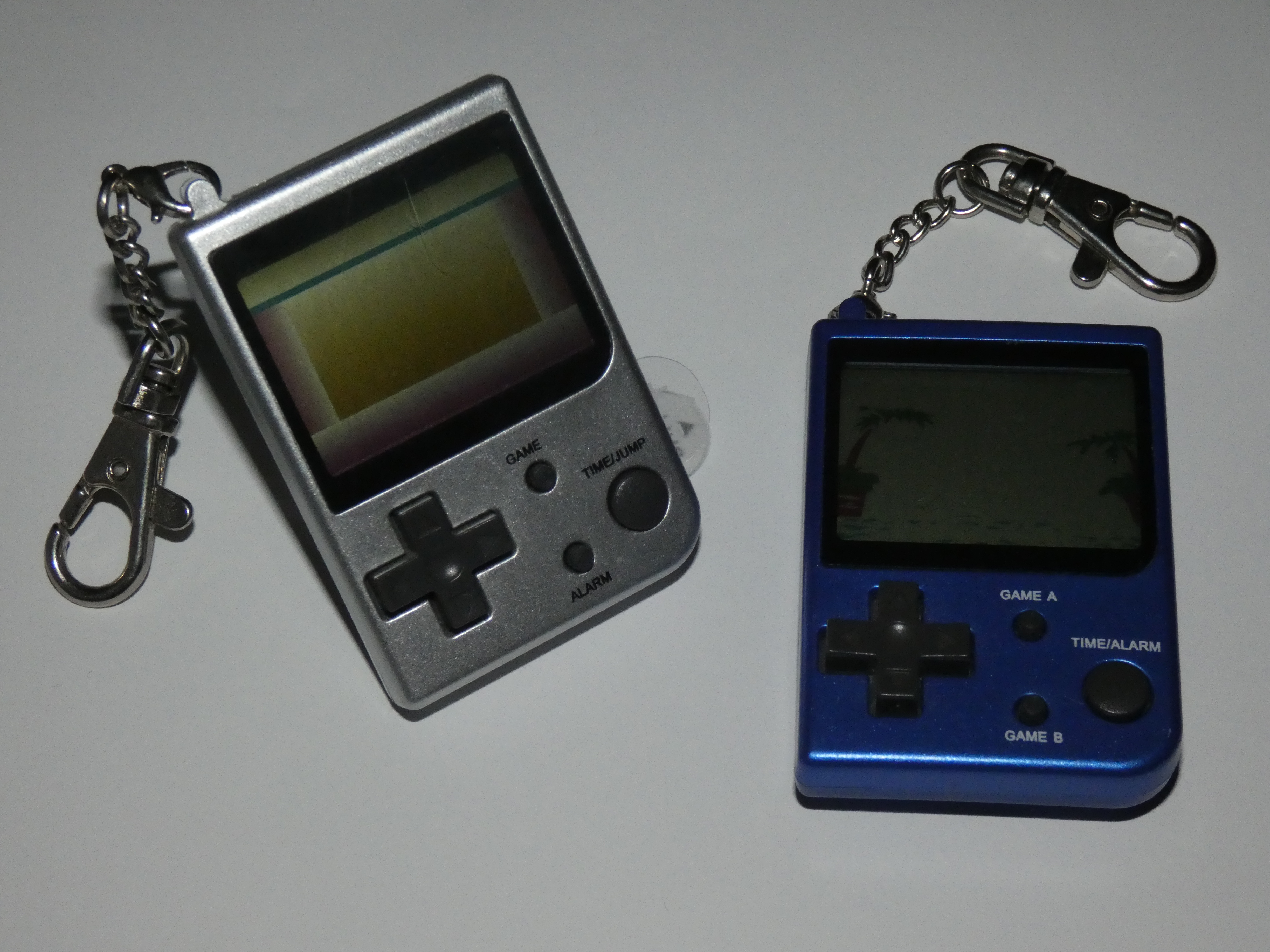
Nintendo Mini Classics.

L'empresa Nelsonic Industries, va crear jocs en rellotges calculadora anomenat Game Watch, similars als de Game & Watch. Va obtenir llicències de diverses companyies de videojocs de renom com Sega i Nintendo. En aquestes consoles, el personatge de Luigi va fer el seu primer debut com a protagonista (Luigi's Hammer Toss).
Els títols de Game & Watch s'han remasteritzat en diverses versions en jocs de Game Boy, Game Boy Color i Game Boy Advance anomenats Game & Watch Gallery, protagonitzat per Mr. Game & Watch i els personatges de Super Mario Bros. En la Game Boy Camera, els jugadors poden prendre una foto de si mateixos i jugar amb ells mateixos a Ball, un versió recreada de la versió de Game & Watch. També l'any de 2003, es van llançar diversos jocs de Game & Watch en cartes e-reader per a Game Boy Advance.
El 2006 es regalava en el Club Nintendo canviant per 500 punts al Japó (el que a Espanya és el catàleg d'estels) la Game & Watch Collection per Nintendo DS, amb tres jocs: Oil Panic, Donkey Kong i Green House; el joc era de caràcter exclusiu. Dos anys després es va llançar Game & Watch Collection 2 amb tres jocs: Parachute, Octopus i una barreja original dels dos. En 2010 s'ha reeditat el títol Ball, distribuït a través del Club Nintendo.
Alguns títols Game & Watch es poden descarregar en la Botiga Nintendo DSi (DSiWare), a més d'estar la sèrie de Game & Watch Gallery de Game Boy en la consola virtual de la Nintendo eShop. També en el joc Cooking Guide: Can't Decide What to Eat? per a Nintendo DS es pot jugar al joc Chef quan es col·loca un temporitzador.
En la sèrie de videojocs WarioWare apareixen recurrentment curts minijocs d'aquesta consola, especialment amb els personatges 18-Volt i 9-Volt. Game & Wario per a Wii U fa referència en gran manera a la línia Game & Watch en el logotip, i inclou la possibilitat de jugar una versió virtual de Game & Watch.
A més, es venen marxandatge dels jocs de Game & Watch, com a figures, samarretes i versions de clauer, per exemple la Nintendo Mini Classics.
En un tràiler de Kingdom Hearts III, es mostra a Sora jugant a una consola amb una estètica similar a les G & W. Possiblement un petit homenatge a les consoles que va fer Nintendo per a Disney (Mickey Mouse i Mickey & Donald).
L'informàtic Thomas Tilley va construir la Game & Watch (amb el joc Octopus) més gran del món pel rècord Guiness, amb 1,1 m d'alt i 1,9 m de llarg.

## Clons de Game & Watch

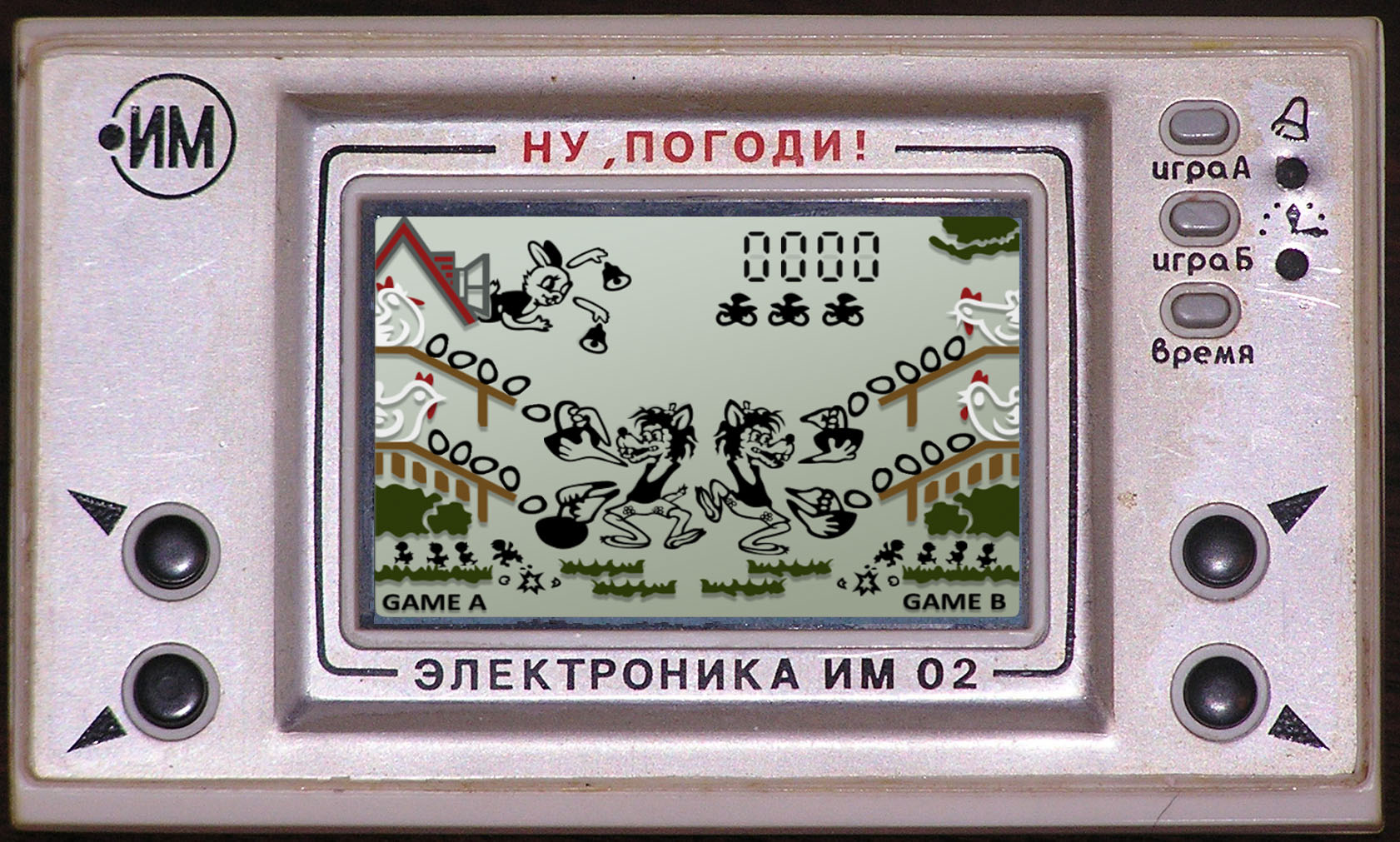
Clon rus de Egg, Nu, pogodi! Electronika IM-02 (1984). El preu de venda va ser de 25 rubles.

Durant els anys 80, les Game & Watch van tenir tant èxit que companyies com Gakken, Konami, RadioShack, Coleco i Namco van produir videojocs LCD. La juguetera japonesa Bandai Electronics també va llançar molts jocs als Estats Units i al mercat estranger. Bandai tenia dues etiquetes diferents en els seus jocs de vegades: LSI (es refereix al microxip de la CPU) i FL (indica l'ús d'una pantalla VFD). Bandai va incorporar panells solars en els seus jocs (Bandai LCD Solarpower). L'empresa Epoch es va llançar als jocs LCD atorgant llicències a diverses companyies diferents com Grandstand, Tandy (Radio Shack) i probablement altres. Entre els seus jocs més populars estan Epoch Game Pocket Computer i Epoch Man (clon de Pac-man).L'empresa de tecnologia capdavantera en calculadores de l'època, va aconseguir realitzar diversos jocs LCD, alguns inclosos en els seus rellotges digitals (Game Watch) o calculadores. Una altra companyia japonesa Masudaya va fabricar una sèrie de jocs portàtils LCD anomenada Play & Time.
A la Unió Soviètica també es van produir jocs clons russos de Game & Watch. Es creu que a causa dels problemes de la Guerra Freda, la importació de Game & Watch es va prohibir a Rússia, la qual cosa va deixar a diverses companyies russes intentant treure profit produint les seves pròpies consoles clòniques. Hi ha bastants variacions especialment dels jocs de Game & Watch Mickey Mouse i Egg, a causa que solament les petites empreses produïen jocs, i no podien permetre's produir moltes plaques de circuits amb una lògica de joc diferent, per la qual cosa la majoria produïa solament una, per la qual cosa solament requeria un canvi de la pantalla entre els models per canviar de joc. Algunes pantalles també es van llançar com un complement, i l'usuari podria canviar la pantalla per jugar un nou joc.
Va haver-hi també alguns jocs produïts originals que no eren clons de Game & Watch. Pocs dels clons russos tenen la pantalla exacta de les seves Game & Watch (Egg, Octopus, Chef i Mickey Mouse). D'altres tenen un guió diferent però un sistema de joc similar. S'han trobat 9 logotips diferents de companyies o models russos. Angstrem va ser la major empresa a manufacturar jocs a Rússia, encara que fabricaven principalment amb calculadores durant els anys 70 i 80. De la mateixa forma, les seves calculadores també eren clons de Casio, particularment el PB-100. Alguns jocs es van vendre també sota la marca Elektronika.
Tiger Electronic, que gràcies a diverses llicències de videojocs, pel·lícules i sèries de televisió, va aconseguir dominar el mercat dels jocs LCD, fins i tot durant els anys 90 amb la Game Boy i Game Gear en venda.

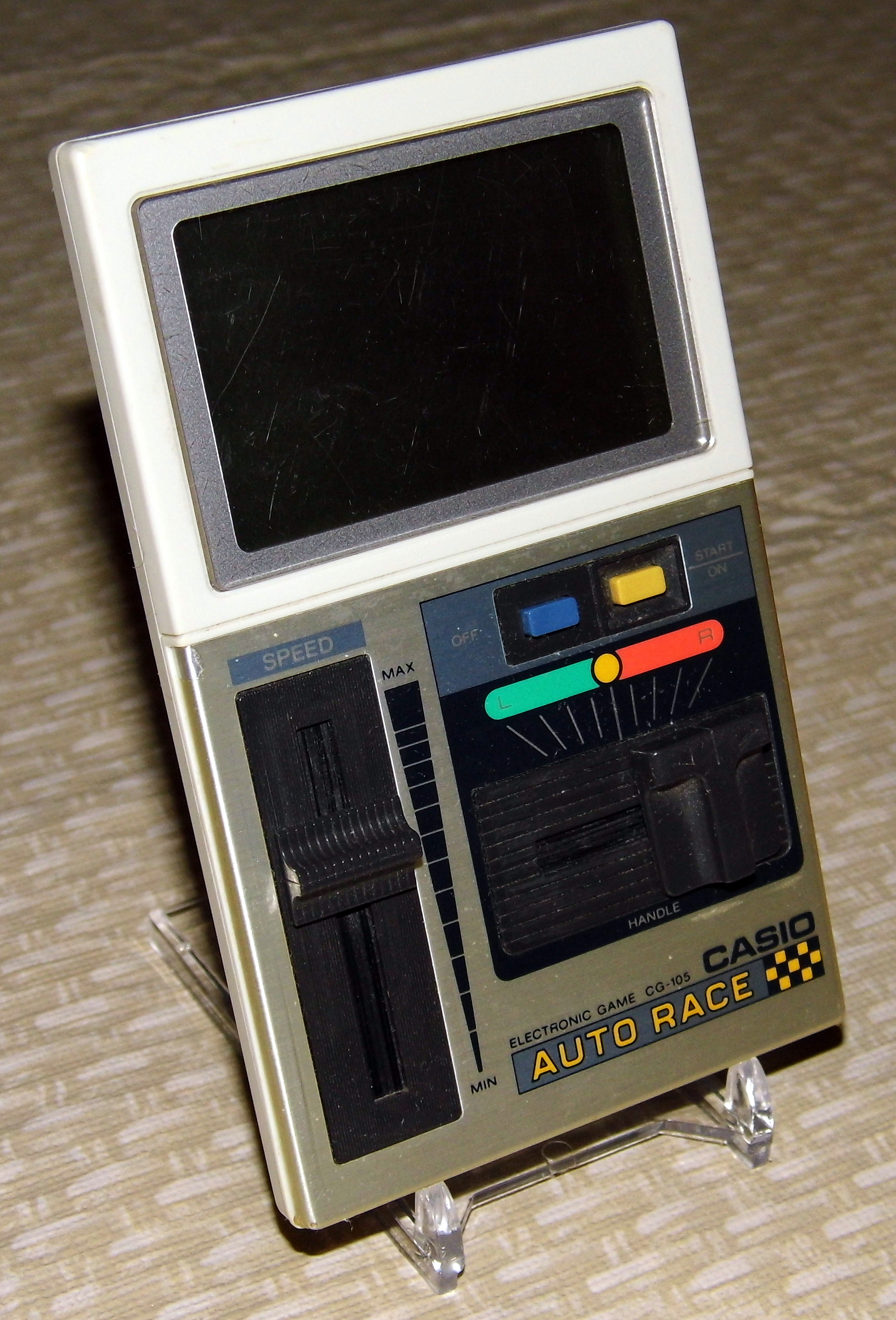
Casio - Acte Race
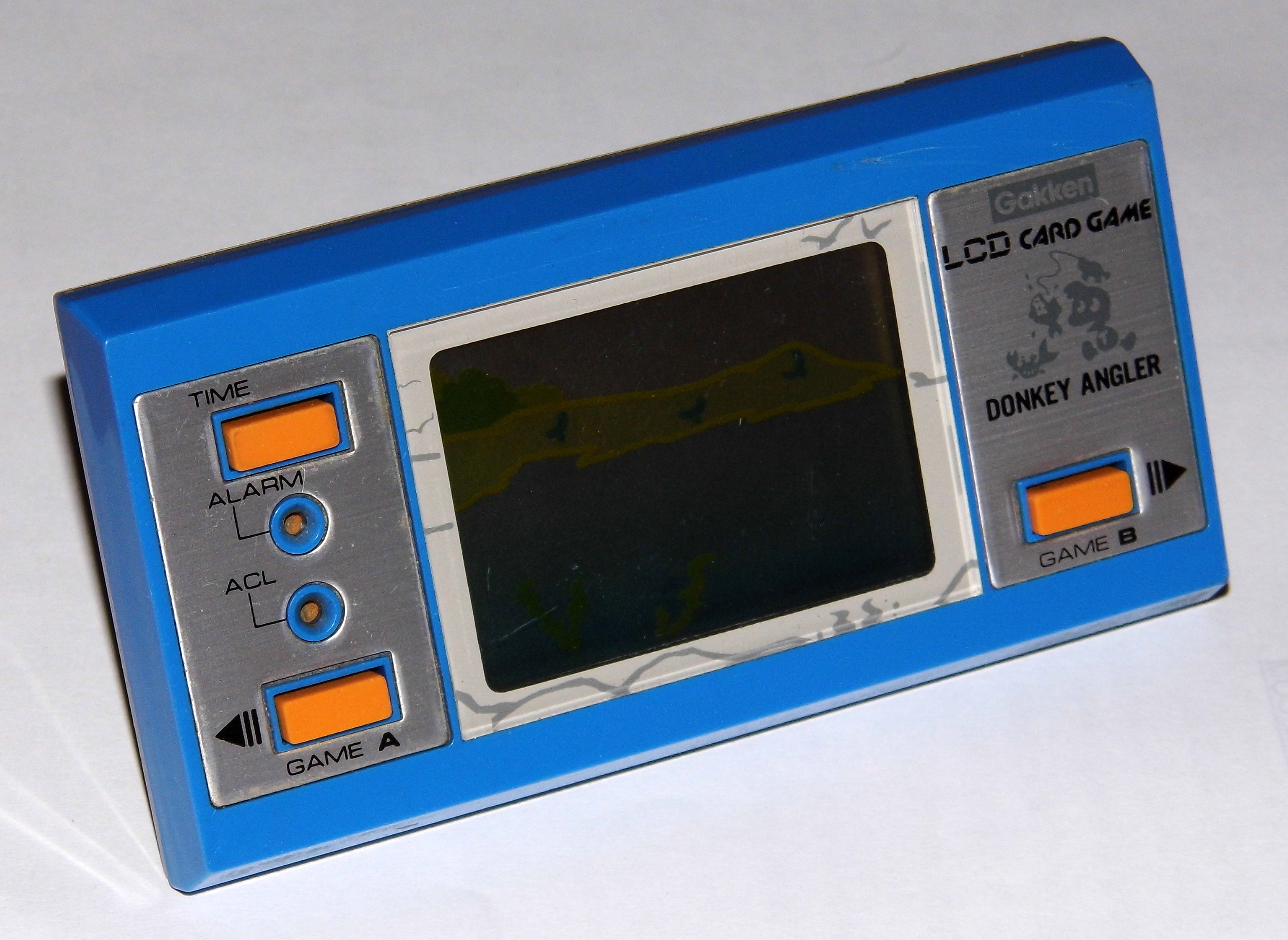
Gakken - LCD Card Game Donkey Angler
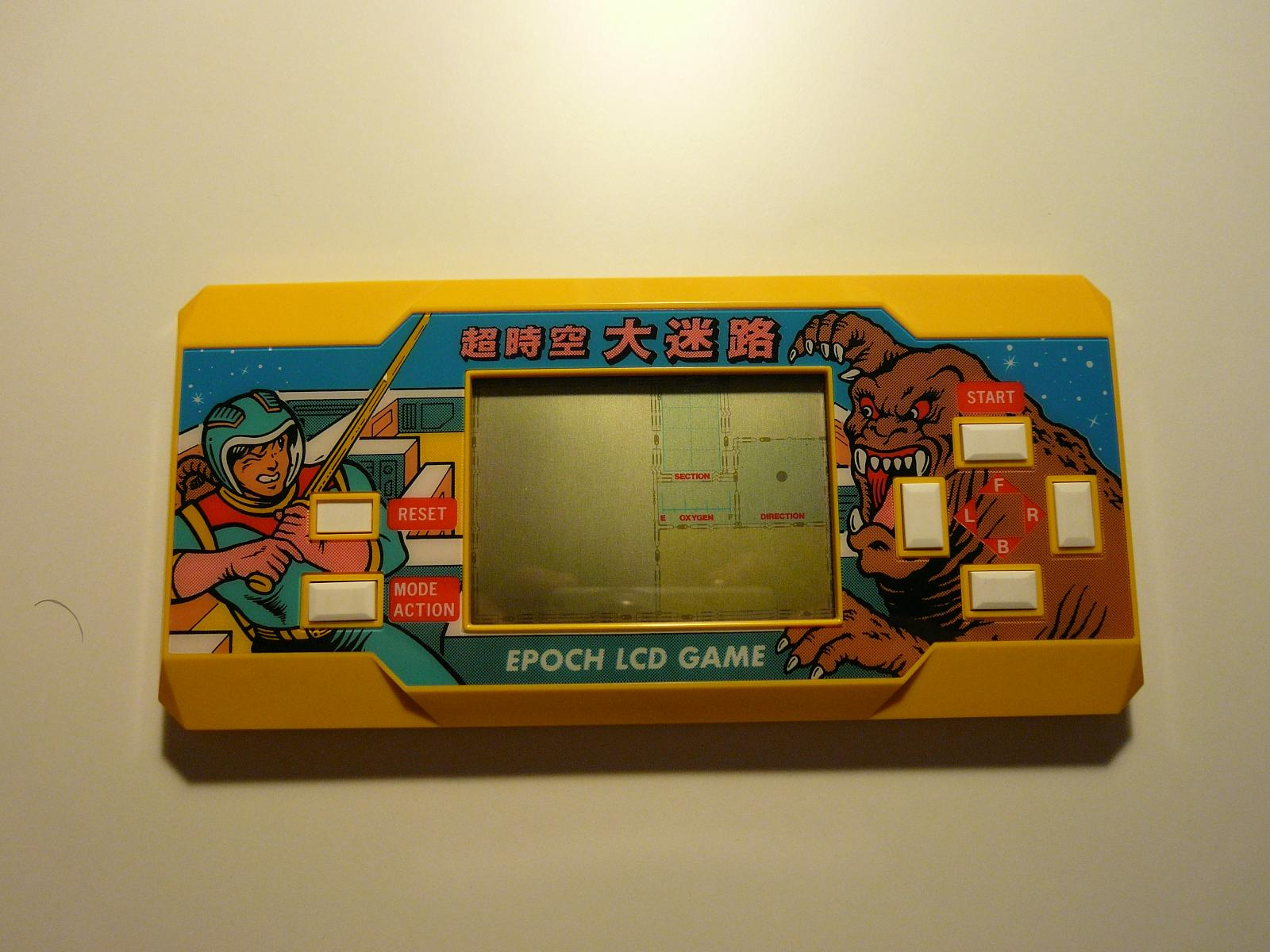
Epoch LCD Game
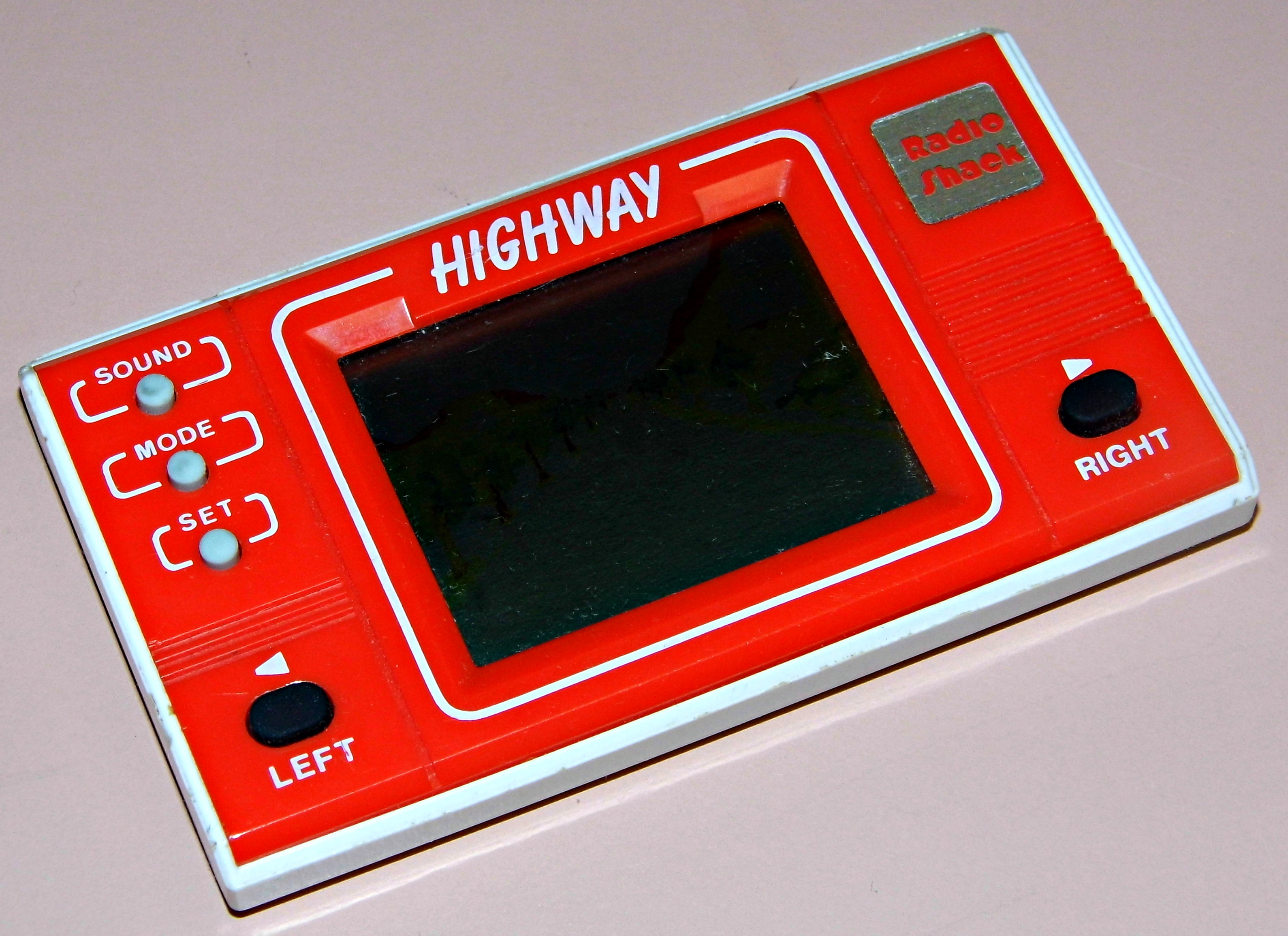
Radio Shack - Highway
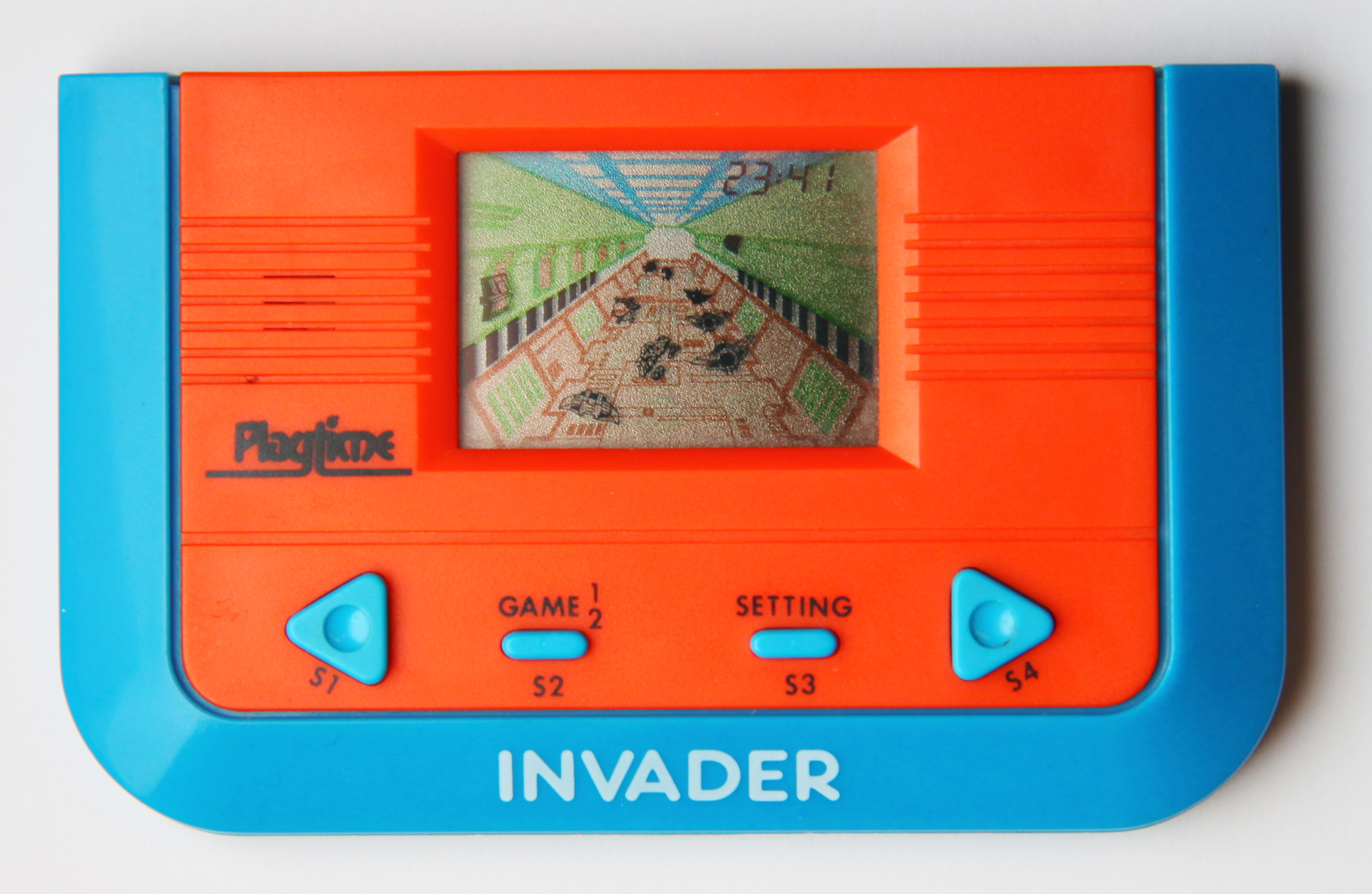
Playtime - Invader
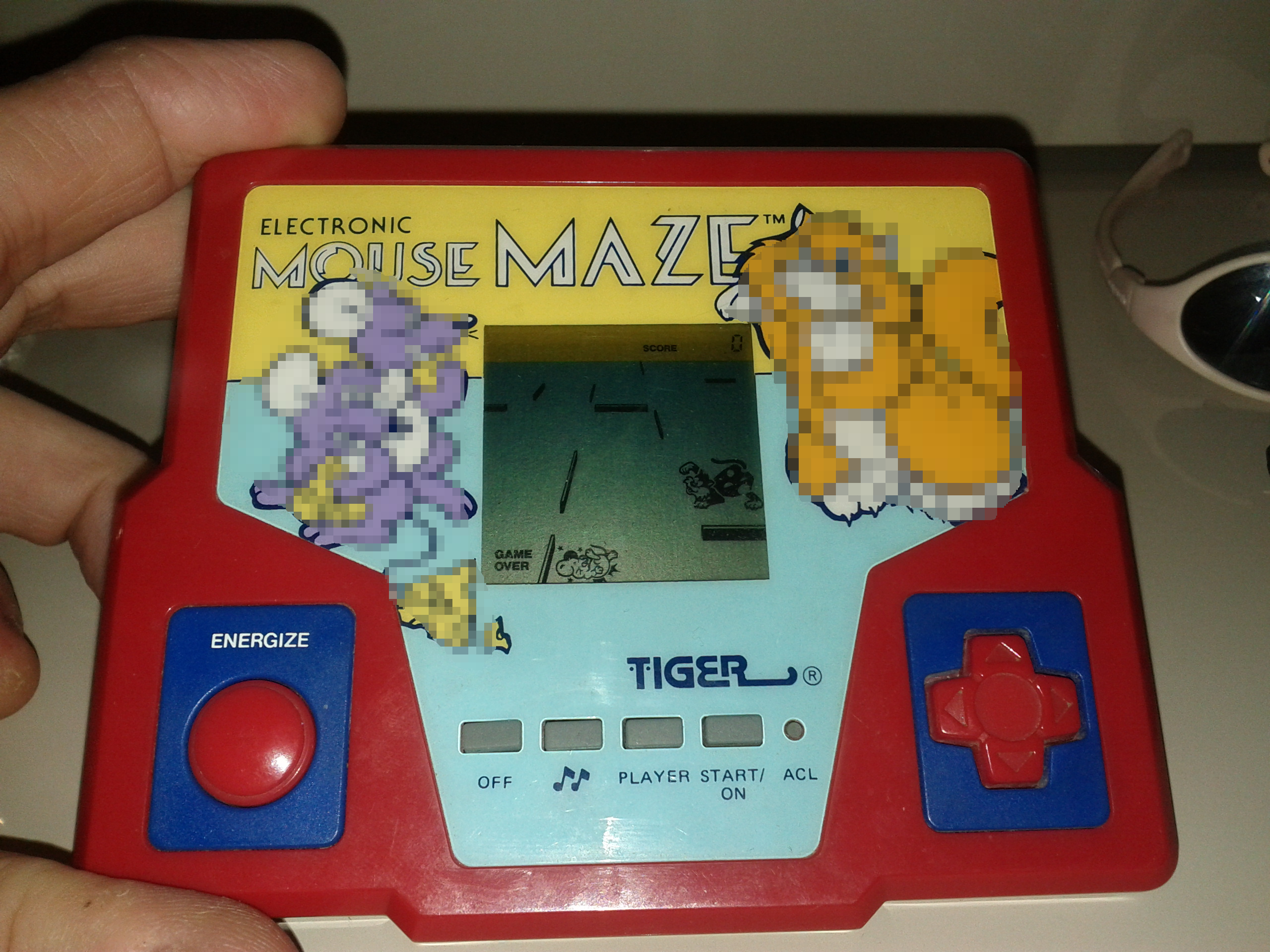
Tiger Electronics - Mouse maze
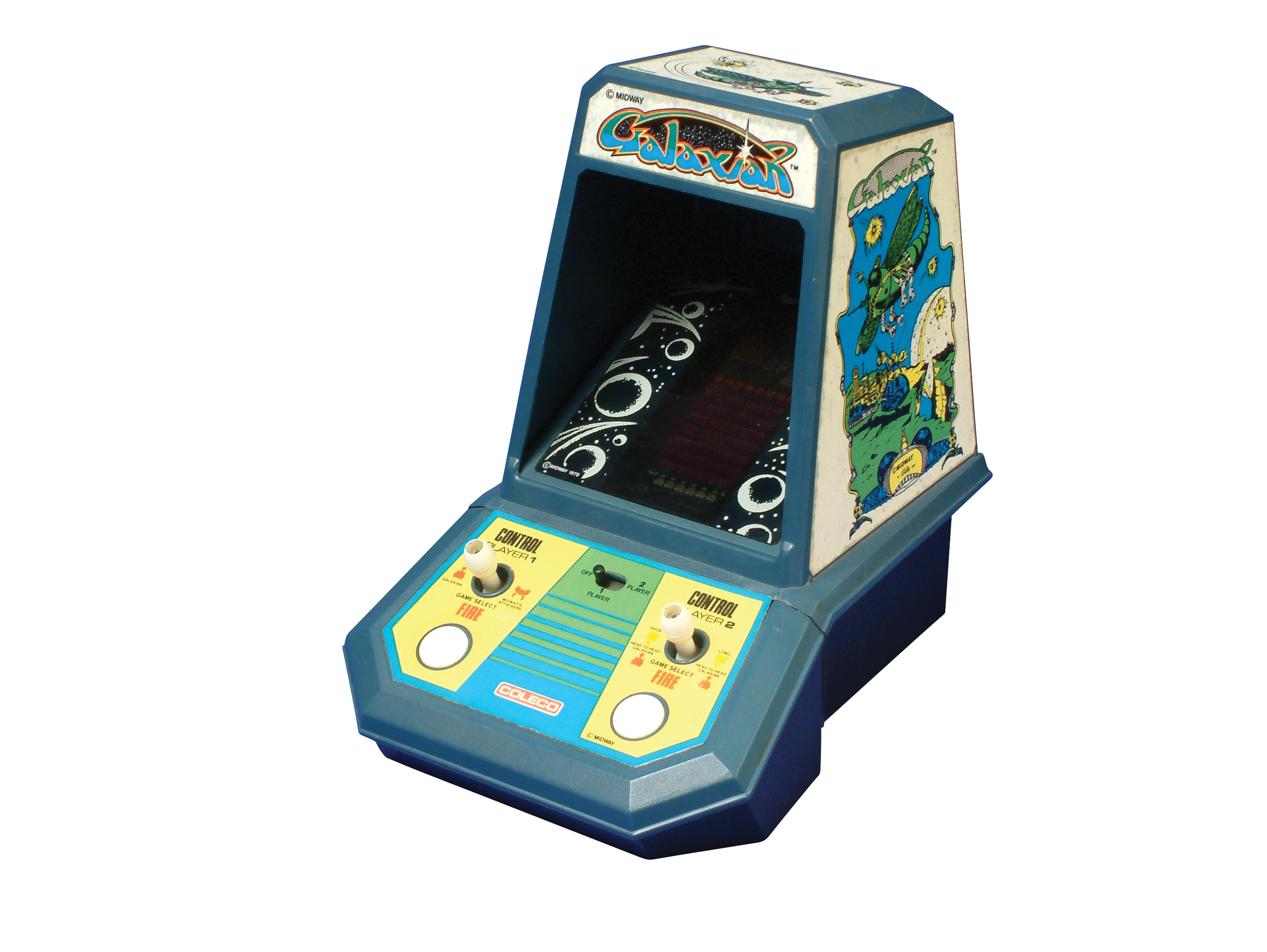
Coleco - Galaxian

## Mr. Game & Watch

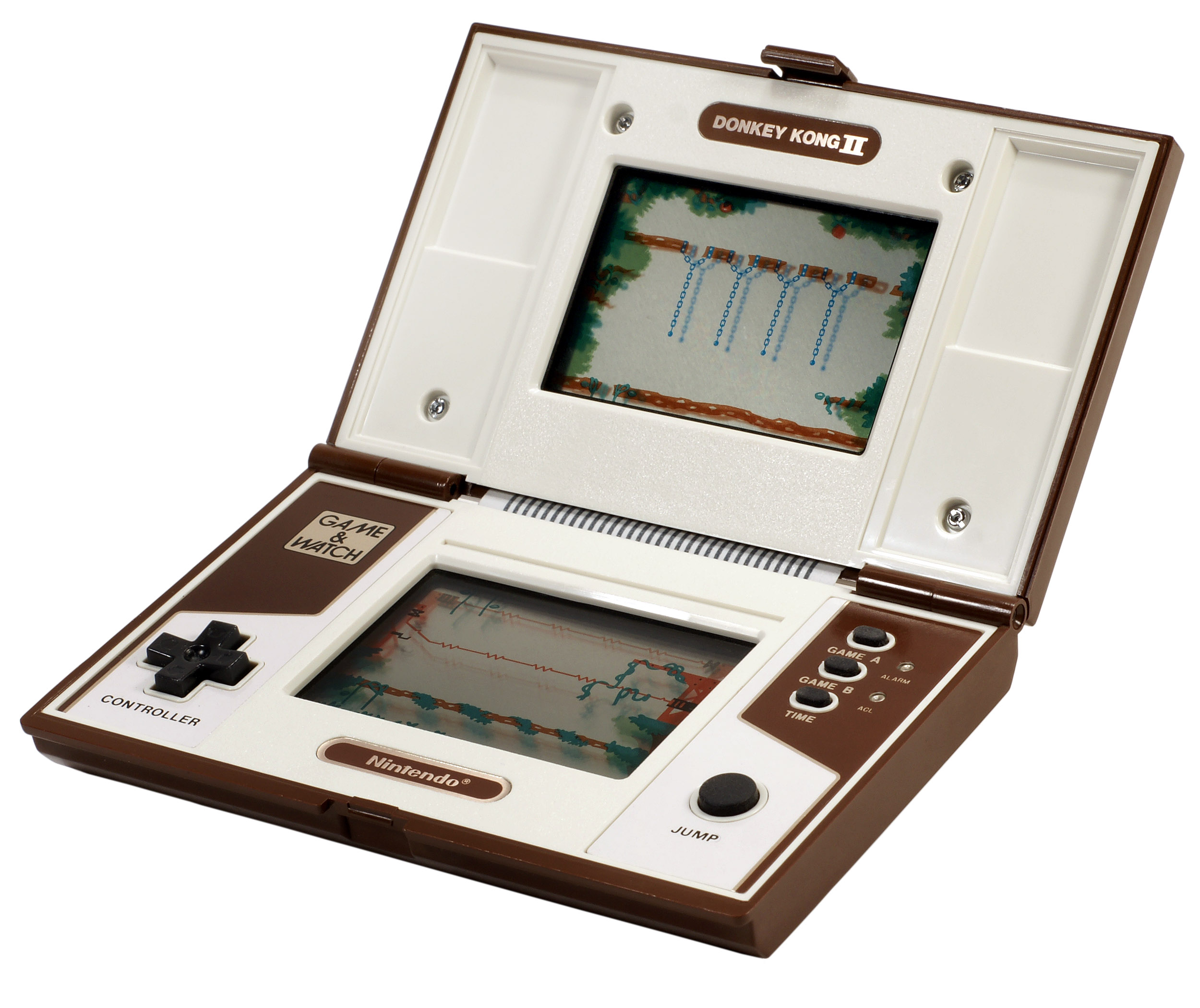
Donkey Kong II, un títol de la sèrie Nintendo Game & Watch (1980).

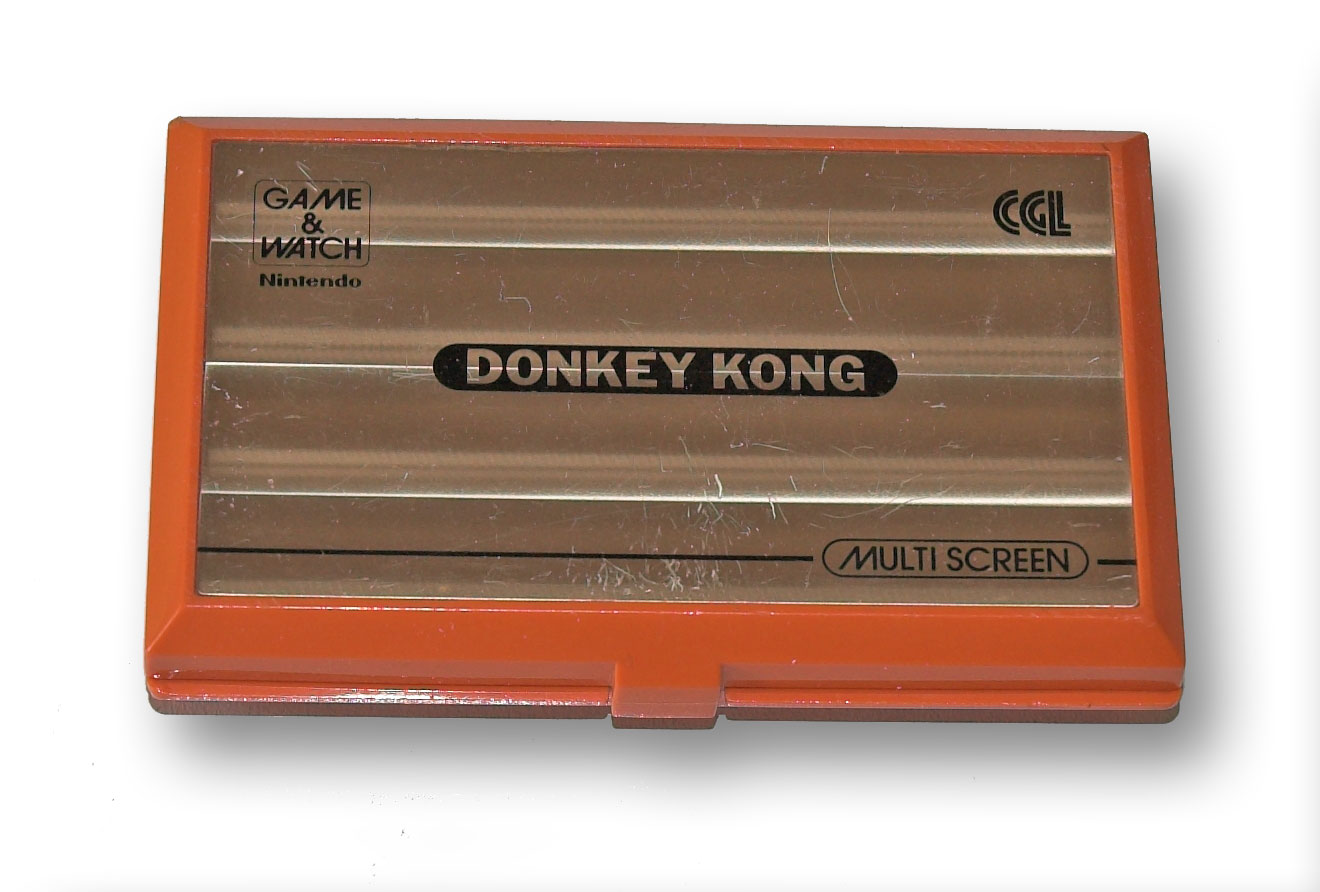
Nintendo Game & Watch, Donkey Kong (1982)

És el protagonista de les sèries Game & Watch, fent la seva primera aparició en elles el 28 d'abril de 1980, aquest personatge va ser originalment anomenat Hideo fins al 2001, quan en el videojoc Super Smash Bros. Melee de GameCube i "Super Smash Bros. Brawl" de Wii va ser nomenat com "Mr. Game and Watch" (per les portàtils Game & Watch d'on ell prové); també sol cridar-se-li pel seu nom abreujat "Mr. G&W".
La seva aparença és la d'una silueta humana amb atributs desproporcionats, el viu en un món totalment pla, el seu moviment és "quadre per quadre" i en Super Smash Bros. Melee la seva veu està formada a partir dels sons (beeps) que feien els Game & Watch portàtils d'on provenia.
Mr. Game & Watch fa una aparició especial en el joc Super Smash Bros. Melee para Gamecube on és un personatge ocult (és l'últim que es desbloqueja). En el joc l'apareix per defecte de color negre, però els seus vestits alterns consisteixen a aparèixer de color verd, vermell i blau. També torna en Super Smash Bros. Brawl com a personatge ocult.
En aquest joc, Mr. Game & Watch té també un stage propi, anomenat "Flat Zone 2", situat en "Superflat World" (el qual en realitat és una consola Game & Watch). En aquest escenari apareixen diversos obstacles i plataformes pertanyents a diversos jocs també relacionats amb les unitats Game & Watch.
També ha fet aparicions en altres jocs com WarioWare, Inc. per a Game Boy Advance i en els Game & Watch Gallery o Collection per a les consoles portàtils.
Una altra aparició que tal vegada no sigui molt cridanera, és en el joc Donkey Kong: Country Returns, ja que en un nivell de la fàbrica, se li pot observar al fons martillando una canonada. En Nintendo Land, es troba el minijuego Octopus Dance, basat en el minijuego Octopus, on Mr. Game & Watch surt ballant.
Apareix en Game & Wario fent malabarismes en el Baloon Figther (Paròdia del Game & Watch Ball). Pel Super Smash Bros. de Nintendo 3DS i Wii U es va fer una figurita Amiibo per a aquest personatge en (2015). També es troba com a personatge desbloquejable en Super Smash Bros. Ultimate.

### Aparicions especials
Mr. Game & Watch fa una aparició especial en el videojoc Super Smash Bros. Melee per Gamecube on és un personatge ocult. En el joc l'apareix per defecte de color negre, però els seus vestits alterns consisteixen a aparèixer de color verd, vermell i blau. En aquest joc, Mr. Game & Watch té també un stage propi, anomenat "Flat Zone", situat a "Superflat World" (el qual en realitat és una consola Game & Watch), en aquest escenari apareixen diversos obstacles i plataformes pertanyents a diversos jocs també relacionats amb les unitats Game & Watch. També ha fet aparicions en altres jocs com per exemple a WarioWare, Inc. per a Game Boy Advance o a Super Smash Bros. Brawl per Wii.